# 4. Oktober
Der 4. Oktober ist der 277. Tag des gregorianischen Kalenders (der 278. in Schaltjahren), somit bleiben 88 Tage bis zum Jahresende.

## Ereignisse

### Politik und Weltgeschehen
- 0610: Herakleios nimmt Konstantinopel ein und lässt den seit 602 regierenden byzantinischen Kaiser Phokas töten.
- 1209: Im Zuge des Deutschen Thronstreits wird Otto IV. von Braunschweig von Papst Innozenz III. zum römisch-deutschen Kaiser gekrönt.
- 1423: Der Herzog von Österreich Albrecht V. und seine Frau Elisabeth von Luxemburg werden von Kaiser Sigismund mit der Markgrafschaft Mähren belehnt.
- 1440: Der schwedische Reichstag wählt den dänischen Herrscher Christoph von Bayern auch zum König von Schweden.
- 1550: Kurfürst Moritz von Sachsen beginnt mit der Belagerung der Stadt Magdeburg, gegen die die Reichsacht verhängt wurde; Magdeburg hatte die Annahme des Augsburger Interims verweigert.
- 1568: Der Spanier Alvaro de Mendaña de Neyra entdeckt das entlegene Atoll Wake im Pazifik.

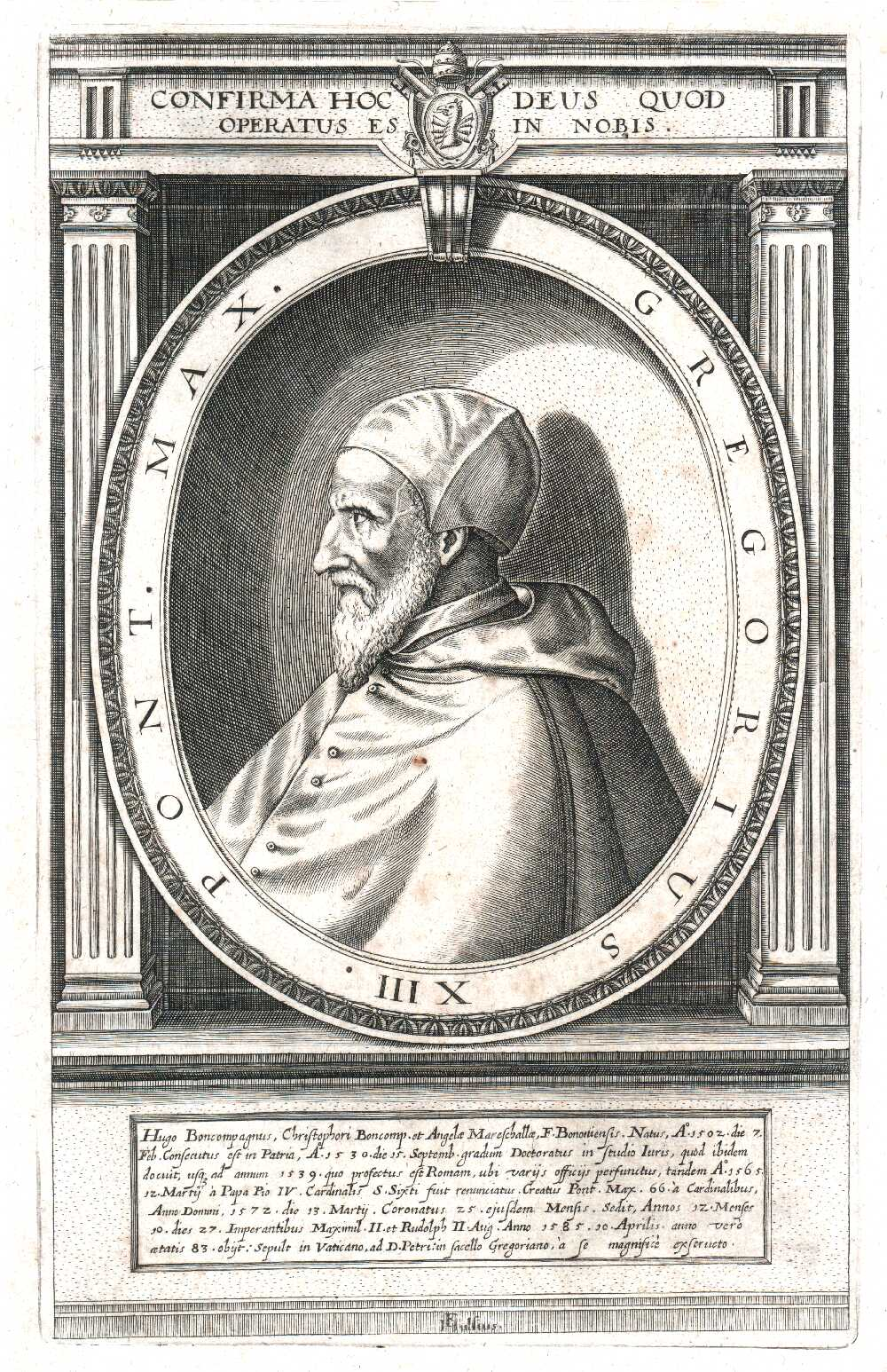
1582: Gregor XIII.

- 1582: In den katholischen Ländern wird der Gregorianische Kalender Papst Gregors XIII. eingeführt, so dass dem 4. Oktober anderntags der 15. Oktober folgt.
- 1636: In der Schlacht bei Wittstock während der letzten Phase des Dreißigjährigen Krieges besiegen die Schweden das Heer der Kaiserlichen und Sachsen.
- 1674: Die Schlacht bei Enzheim zwischen kaiserlichen und französischen Truppen im Holländischen Krieg endet ohne Sieger.
- 1693: Im Pfälzischen Erbfolgekrieg siegen die Franzosen auf dem italienischen Kriegsschauplatz in der Schlacht bei Marsaglia, wo sie verbündeten kaiserlichen und piemontesischen Truppen gegenüberstehen.

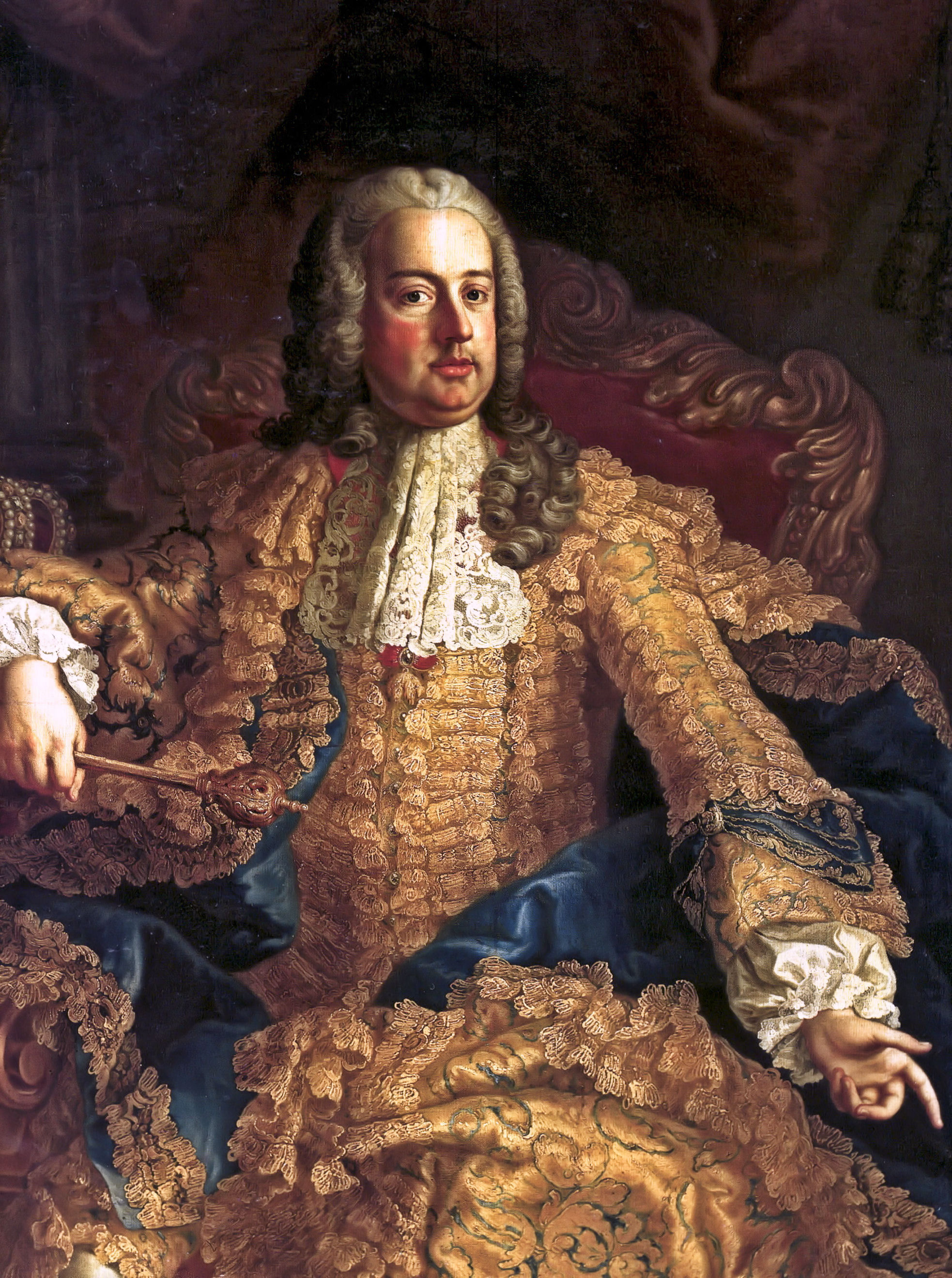
1745: Franz I. Stephan

- 1745: Franz I. Stephan, der Ehemann Maria Theresias, wird in Frankfurt am Main zum römisch-deutschen Kaiser gekrönt.
- 1777: In der Schlacht von Germantown besiegt während des Amerikanischen Unabhängigkeitskrieges die britische Armee George Washingtons amerikanische Kontinentalarmee.
- 1794: Die Franzosen marschieren im Ersten Koalitionskrieg in Mönchengladbach ein.
- 1807: Der Reformer Heinrich Friedrich Karl vom und zum Stein wird in Preußen zum leitenden Minister ernannt.
- 1816: In Frankreich finden die ersten Parlamentswahlen seit dem Sturz von Kaiser Napoleon I. statt.
- 1824: Mexiko erhält nach US-amerikanischem Vorbild eine erste republikanische Verfassung und organisiert sich als Bundesstaat.
- 1830: Die provisorische Regierung Belgiens verkündet zur Zeit der Belgischen Revolution die Unabhängigkeit von den Niederlanden.
- 1847: In Port Louis, der Hauptstadt von Mauritius, wird der berühmte Bordeaux-Brief abgeschickt. Er enthält auf dem Kuvert sowohl die Blaue als auch die Rote Mauritius und ist heute eines der teuersten philatelistische Sammlerstücke der Welt.
- 1854: Japan vereinbart mit Großbritannien einen ähnlichen Freundschaftsvertrag, wie er kurz zuvor auf militärischen Nachdruck mit den USA zustande gekommen ist.

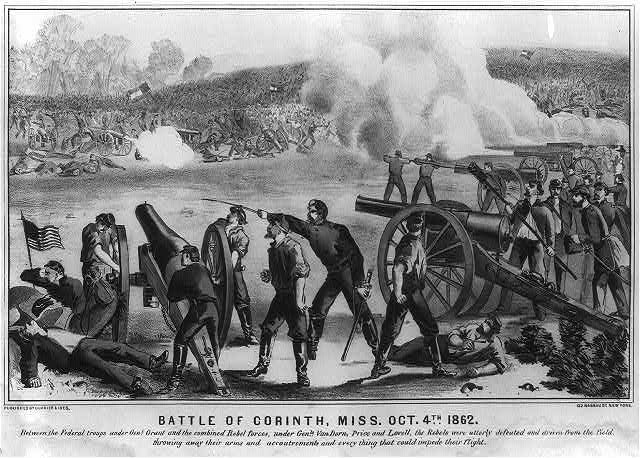
1862: Schlacht von Corinth

- 1862: In der zweiten Schlacht um Corinth erleiden die konföderierten Truppen im Sezessionskrieg beim tags zuvor begonnenen Versuch, die Stadt einzunehmen, eine Niederlage gegen die Armee der Nordstaaten.
- 1886: Johannesburg wird als Ort gegründet, nachdem sich zuvor Goldgräber in Zelten angesiedelt hatten.
- 1910: In Portugal bricht ein Militärputsch gegen König Manuel II. aus, der durch Zulauf aus der Bevölkerung zu einer landesweiten Revolution anwächst. Mit der Flucht des Regenten ins Exil nach England und der Ausrufung der Republik am Folgetag endet die Monarchie in Portugal.
- 1914: In Berlin wird das von 93 Wissenschaftlern, Künstlern und Schriftstellern Deutschlands unterzeichnete Manifest An die Kulturwelt! veröffentlicht, in dem jede Schuld Deutschlands am Kriegsausbruch und alliierte Anklagen wegen angeblicher deutscher Kriegsverbrechen zurückgewiesen werden.
- 1922: In den Genfer Protokollen wird das Anschlussverbot an Deutschland von Österreich ein weiteres Mal akzeptiert. Im Gegenzug erhält Österreich zur Bewältigung der Hyperinflation nach dem Ersten Weltkrieg 650 Millionen Goldkronen aus einer Anleihe des Völkerbundes.
- 1933: Das Schriftleitergesetz im Deutschen Reich definiert den Journalismus als eine vom Staat geregelte Aufgabe.
- 1944: Britische Truppen landen im Zweiten Weltkrieg an der Küste des Peloponnes und befreien die griechische Hafenstadt Patras.
- 1954: Im JHQ Rheindahlen (Joint Headquarters – gemeinsames Hauptquartier) erfolgt die Kommandoübergabe an vier verschiedene britische und NATO-Hauptquartiere an einem Ort.
- 1958: Frankreich gibt sich eine neue Verfassung.

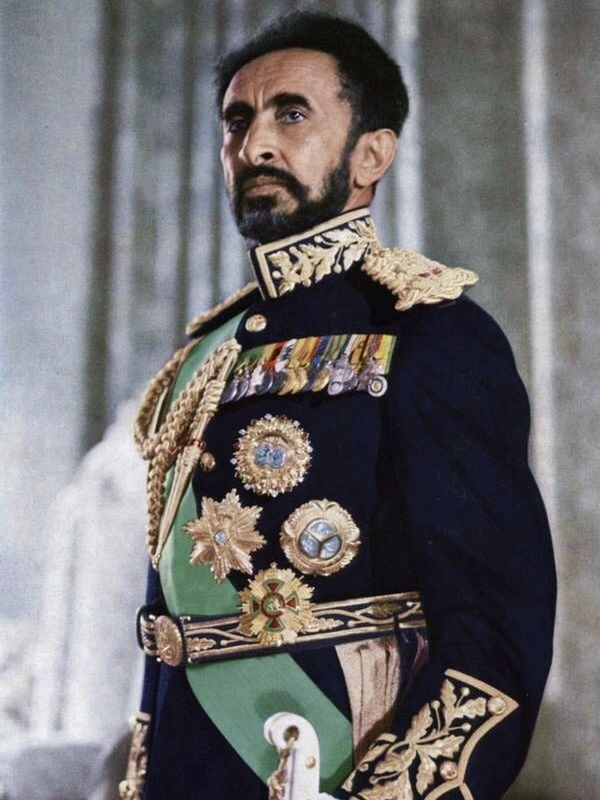
1963: Haile Selassie

- 1963: Vor den Vereinten Nationen hält der äthiopische Kaiser Haile Selassie eine Rede, in der er auch auf den ausstehenden Frieden in Afrika eingeht. Eine Textpassage daraus wird später vom jamaikanischen Sänger und Songschreiber Bob Marley für das Lied War verwendet.
- 1966: Basutoland, von 1868 bis 1964 britisches Protektorat und seither autonom, wird von Großbritannien unabhängig und in Lesotho umbenannt.
- 1989: Die deutsche Bundesregierung schließt die Botschaft in Prag, in die sich mehr als 150 ausreisewillige DDR-Bürger geflüchtet haben.
- 1989: Bei der Durchfahrt von DDR-Flüchtlingen aus der Prager Botschaft der Bundesrepublik in die BRD kommt es am Dresdner Hauptbahnhof zu schweren Auseinandersetzungen zwischen Demonstranten und Volkspolizei.
- 1992: In Rom endet mit der Unterzeichnung eines Friedensvertrags ein sechzehnjähriger Bürgerkrieg in Mosambik.
- 1993: In Moskau schlagen regierungstreue Truppen einen Putsch von Reformgegnern nieder.
- 2003: In Oman finden die ersten Wahlen statt, bei denen alle Personen über 21, auch Frauen, wahlberechtigt sind.

### Wirtschaft
- 1819: Die Erste österreichische Spar-Casse nimmt, abgesichert durch einen von Pfarrer Johann Baptist Weber ins Leben gerufenen Verein, in Wien erste Spareinlagen entgegen.
- 1865: Österreichs erste Pferdestraßenbahn nimmt zwischen dem Wiener Schottentor und dem Vorort Hernals den Verkehr auf.
- 1883: Die offizielle Einweihungsfahrt des Orient-Express – nach dem ersten Zugstart am 5. Juni – beginnt im Pariser Bahnhof Gare de l’Est. Der initiierende belgische Reiseunternehmer Georges Nagelmackers hat auch Journalisten eingeladen. In der Folge profitiert sein Unternehmen Compagnie Internationale des Wagons-Lits, das Schlaf- und Speisewagen betreibt, von Berichten über die Reise.

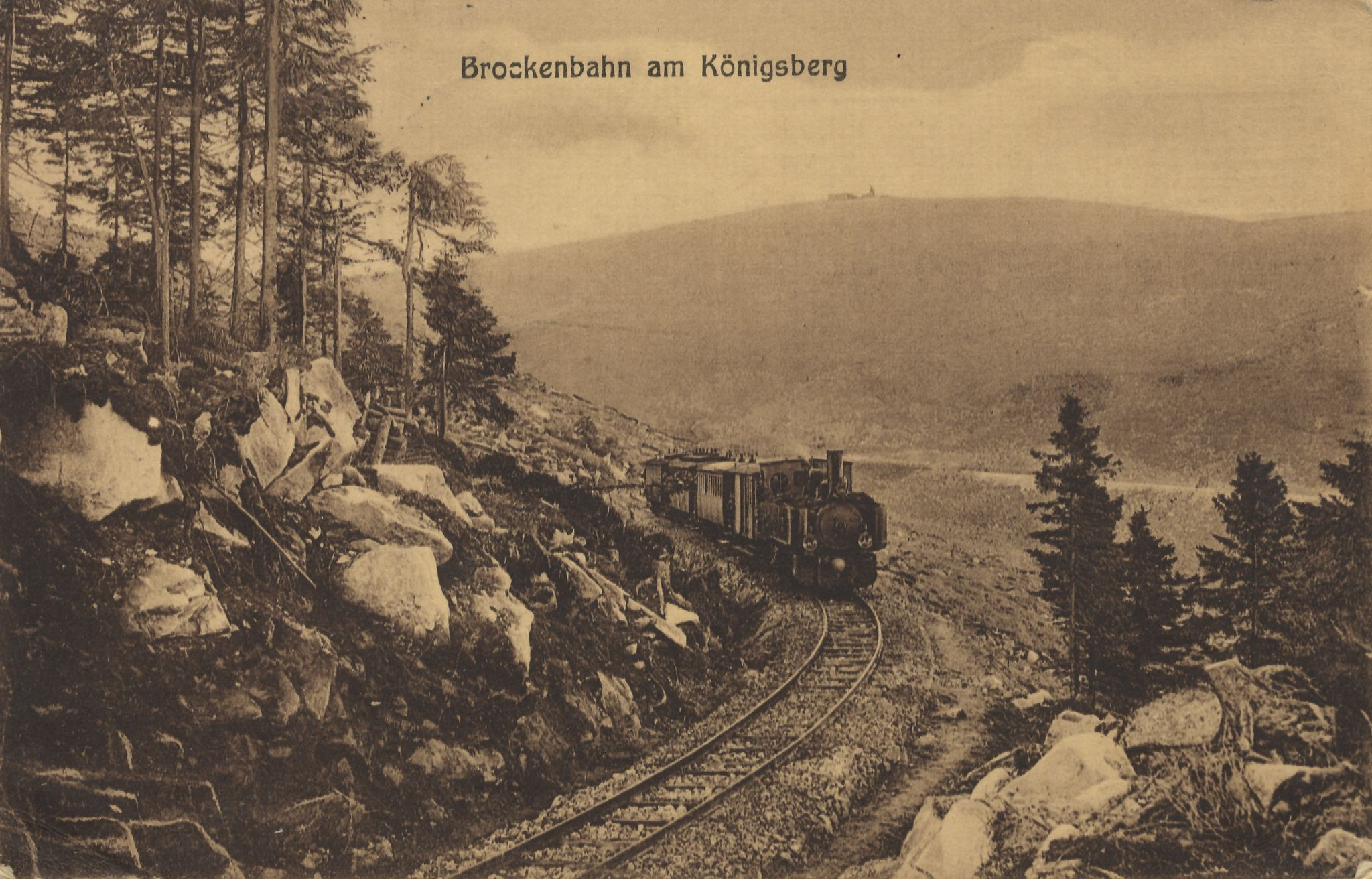
1898: Brockenbahn

- 1898: Die erste Brockenbahn erreicht auf der behördlich abgenommenen Reststrecke ihre Endstation auf dem Brocken in 1125 Meter Höhe. Im Winterhalbjahr enden bis 1950 die Züge der Harzer Schmalspurbahnen wegen der Schneemassen im Bahnhof Schierke.
- 1927: Der als Schachspieler bekanntere Edward Lasker erhält ein Patent auf die von ihm erfundene Muttermilchpumpe.
- 1936: Im Ruhrgebiet nimmt das Treibstoffwerk Rheinpreußen die Produktion synthetischer Kraftstoffe auf.
- 1947: Das schwedische Textilhandelsunternehmen H&M wird gegründet.
- 1955: Der Citroën DS 19 erscheint, der sich durch seine stromlinienförmige Karosserie und einer Hydropneumatik in der Federung von Autos der Konkurrenten unterscheidet.
- 1985: Zur Förderung von freier Software gründet der amerikanische Aktivist Richard Stallman die Free Software Foundation (FSF).

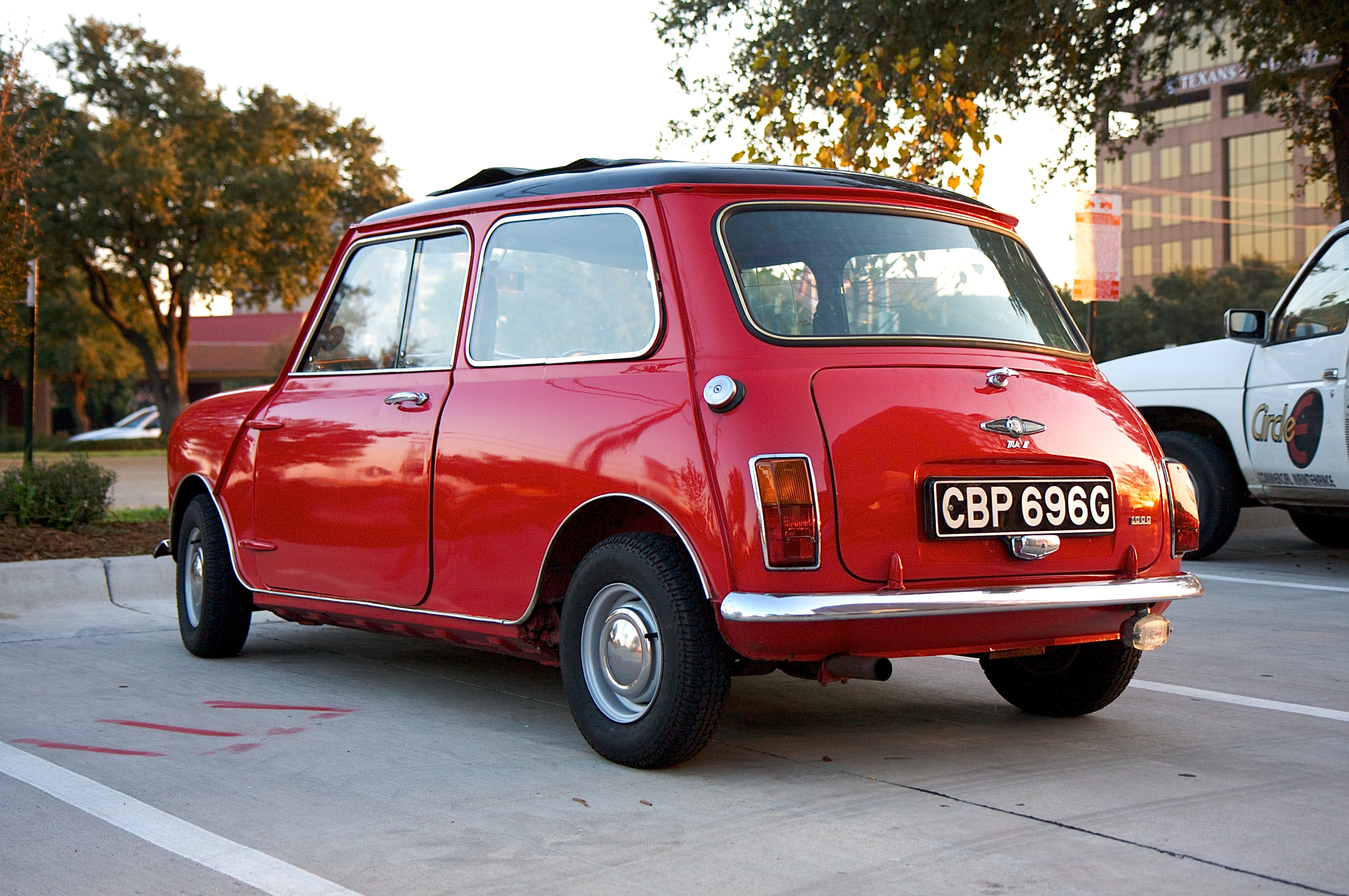
2000: Rover Mini

- 2000: In Birmingham endet die Produktion des Kleinwagens Rover Mini. Von BMW wird nach der Firmenübernahme eine Serie in geänderter Version aufgelegt.
- 2001: Die Chapf genannte Felsnase an der Straße über den Grimselpass wird gesprengt. Die bis dahin größte Sprengung der Schweizer Geschichte entfernt 150.000 Kubikmeter Gestein und bannt die Gefahr weiterer Felsstürze.

### Wissenschaft und Technik
- 1725: Der Würzburger Gelehrte Johann Beringer kündigt eine Veröffentlichung zu neuartigen fossilen Funden, den später als Fälschungen entlarvten „Würzburger Lügensteinen“, an.

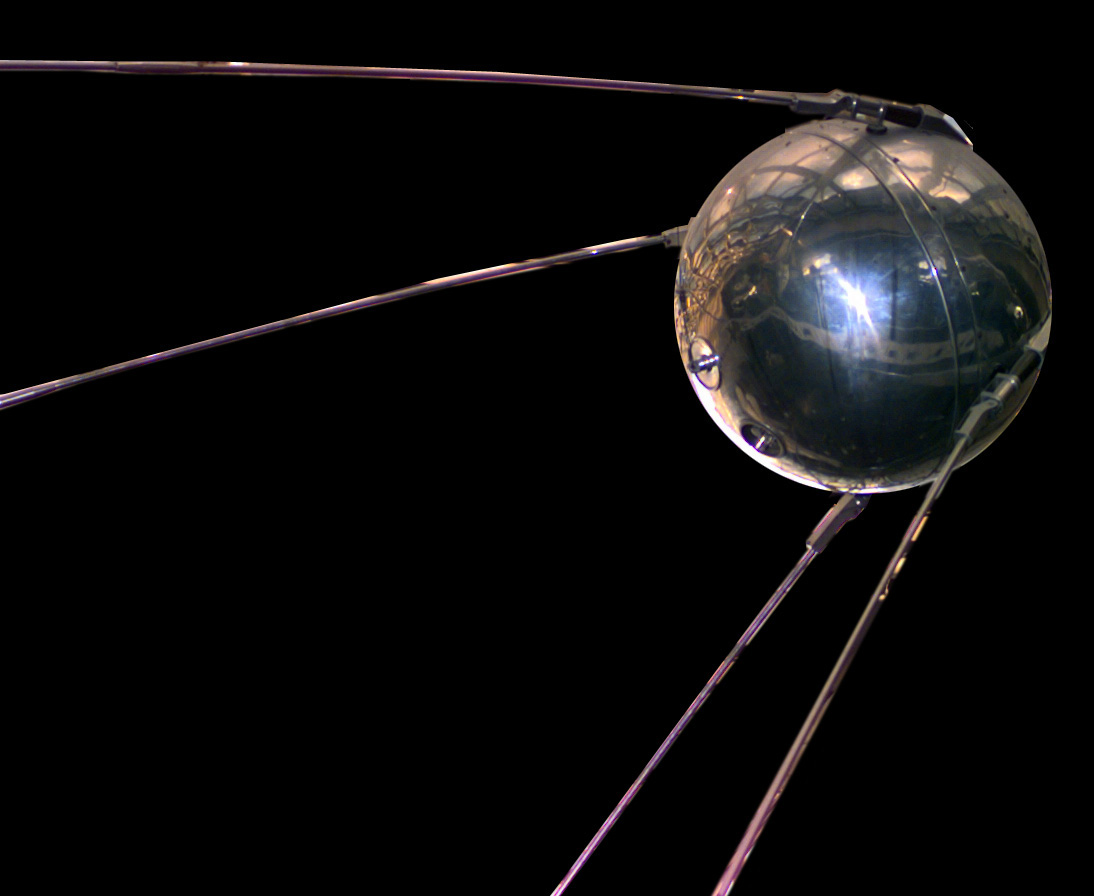
1957: Sputnik 1

- 1957: Die Sowjetunion bringt im Sputnik-Programm mit Sputnik 1 den ersten künstlichen Satelliten in die Erdumlaufbahn.
- 1959: Die sowjetische Mondsonde Lunik 3 startet auf dem Weg zum Mond. Sie wird den Mond umkreisen und erstmals Bilder von dessen Rückseite funken.
- 1960: Der erste aktive Nachrichtensatellit der USA, Courier 1B, startet in den Weltraum.
- 1983: Im schleswig-holsteinischen Kaiser-Wilhelm-Koog nimmt die zu dieser Zeit weltweit größte Windkraftanlage Growian nach vorausgegangenen Probeläufen ihren Betrieb auf. Technische Probleme bewirken in der Folgezeit einen häufigen Stillstand des Prototyps.
- 1986: Das Oosterschelde-Sturmflutwehr in Zeeland wird seiner Bestimmung übergeben.
- 2004: Beginn des privaten Raumflugzeitalters: SpaceShipOne gewinnt den Ansari X-Prize durch den zweiten Flug über 100 km Höhe innerhalb von zwei Wochen. Pilot bei diesem Flug ist Brian Binnie.

### Kultur
- 1721: Die Uraufführung der Oper Il germanico Marte von Antonio Caldara findet in Salzburg statt.
- 1803: Die Uraufführung der Ballett-Oper Anacréon, ou L’Amour fugitif (Anakreon oder Die flüchtige Liebe) von Luigi Cherubini findet an der Grand Opéra Paris statt.
- 1806: Die Uraufführung der komischen Oper Philoclès von Victor Dourlen findet an der Opéra-Comique in Paris statt.

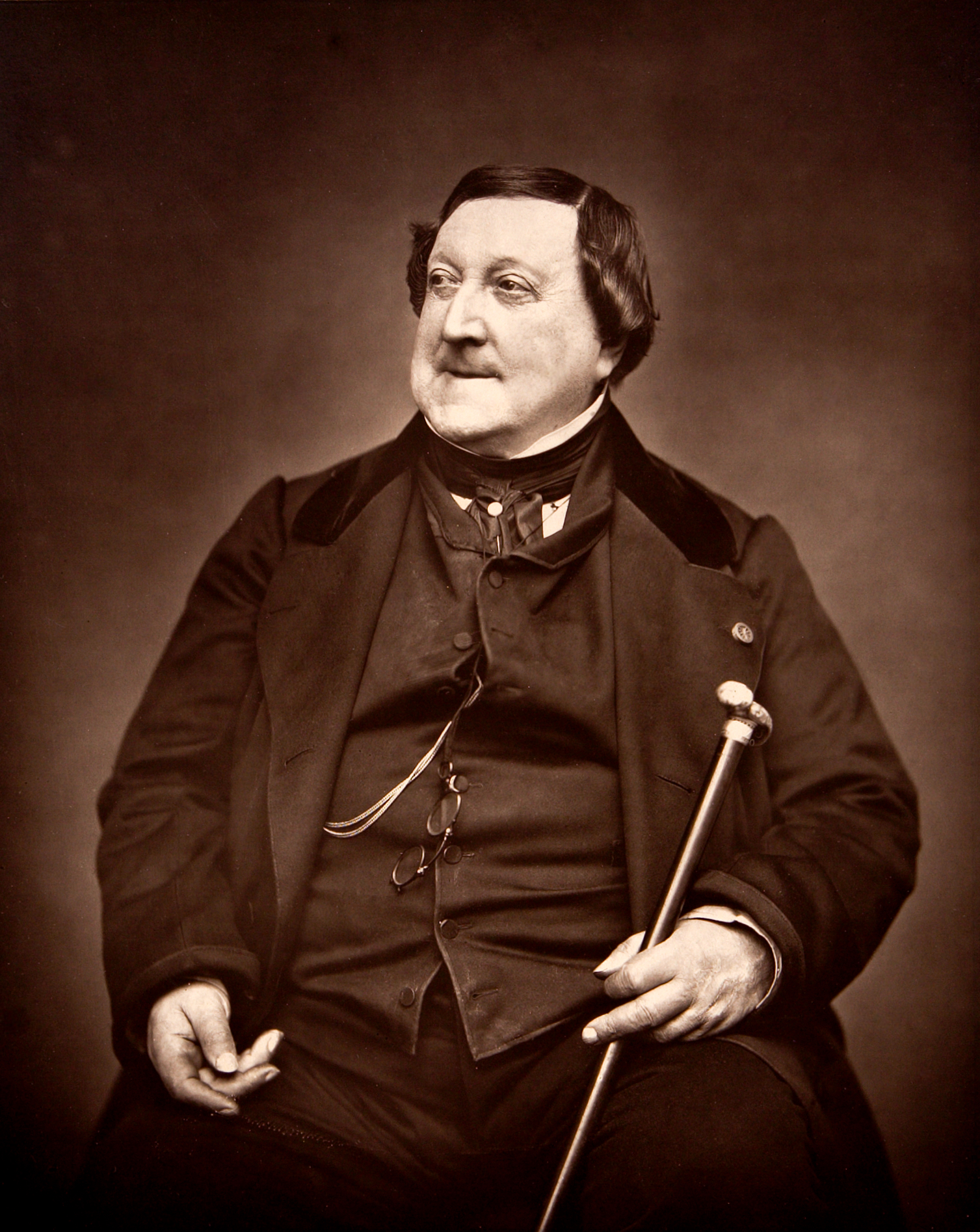
1815: Gioachino Rossini

- 1815: Die Uraufführung der Oper Elisabetta regina d’Inghilterra von Gioachino Rossini findet am Teatro San Carlo in Neapel statt.
- 1834: Die Uraufführung des Theaterstücks Der Traum ein Leben des österreichischen Dramatikers Franz Grillparzer findet in Wien statt.
- 1888: Am K. u. K. Hofoperntheater in Wien wird das Pantomimische Divertissement Die Puppenfee mit der Musik von Josef Bayer nach einem gemeinsamen Libretto von Joseph Haßreiter und Franz Gaul uraufgeführt.
- 1913: Im Berliner Theater in Berlin wird die Operette Wie einst im Mai von Walter Kollo mit dem Libretto von Rudolf Bernauer und Rudolf Schanzer uraufgeführt.
- 1916: Die zweite Fassung der Oper Ariadne auf Naxos von Richard Strauss mit dem Libretto von Hugo von Hofmannsthal wird an der Hofoper in Wien uraufgeführt.

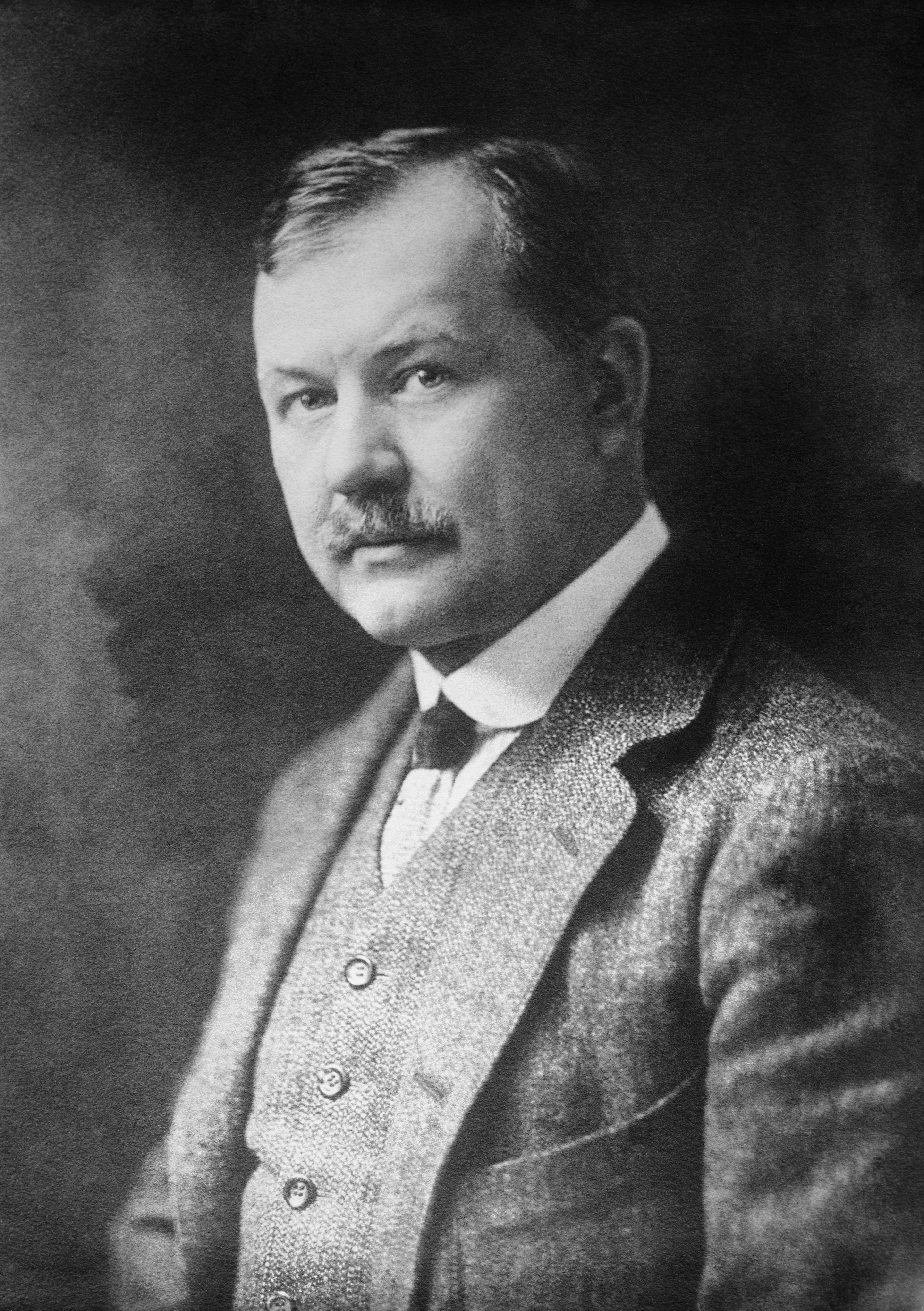
1928: Franz Lehár

- 1928: Im Metropol Theater in Berlin wird die Operette Friederike von Franz Lehár mit Richard Tauber in der Rolle des jungen Goethe uraufgeführt. Das Libretto stammt von Ludwig Herzer und Fritz Löhner-Beda.
- 1944: Billie Holiday nimmt den Song Lover Man auf.
- 1997: Die Uraufführung des Musicals Tanz der Vampire von Jim Steinman und Michael Kunze, basierend auf Roman Polańskis gleichnamigem Film, findet unter dessen Regie im Raimund Theater in Wien statt.

### Religion
- 1159: Viktor IV., Gegenpapst zu Alexander III., erhält unter dem Schutz von Kaiser Friedrich Barbarossa die päpstlichen Weihen.
- 1512: Martin Luther promoviert in Wittenberg zum Lizentiaten der Theologie.

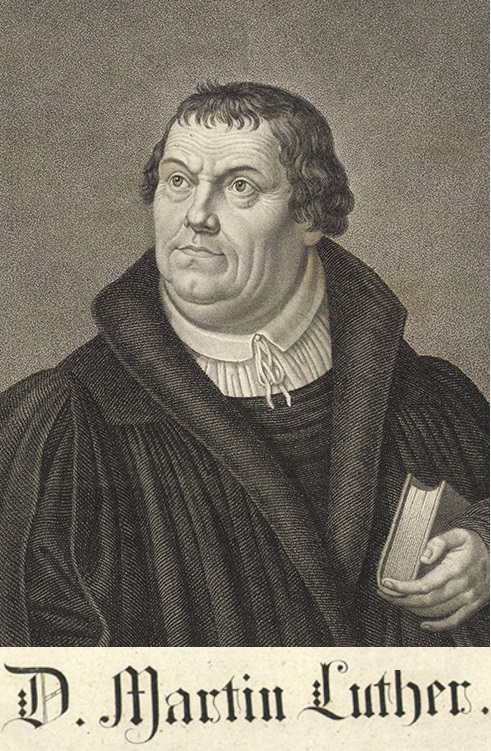
1529: Martin Luther

- 1529: Im Rahmen des Marburger Religionsgesprächs entstehen die Marburger Artikel. Im evangelischen Abendmahlsstreit kommt es darin jedoch zu keiner Verständigung zwischen Martin Luther und Huldrych Zwingli.
- 1535: Mit der Coverdale-Bibel erscheint die erste vollständige und in modernem Englisch verfasste Bibelübersetzung. Sie wird von Miles Coverdale herausgegeben und im Ausland gedruckt.
- 1571: Die Synode von Emden beginnt. Sie prägt das Selbstverständnis und die Kirchenordnung der niederländischen reformierten Kirche.
- 1897: Der Franziskanerorden wird in der Unionsbulle Felicitate quadam von Papst Leo XIII. mit neuen Statuten versehen und vereinheitlicht.
- 1965: Als erster Papst hält Paul VI. eine Rede vor der Generalversammlung der Vereinten Nationen. Sein Friedensappell wird zu den bemerkenswerten Reden des 20. Jahrhunderts gezählt.

### Katastrophen

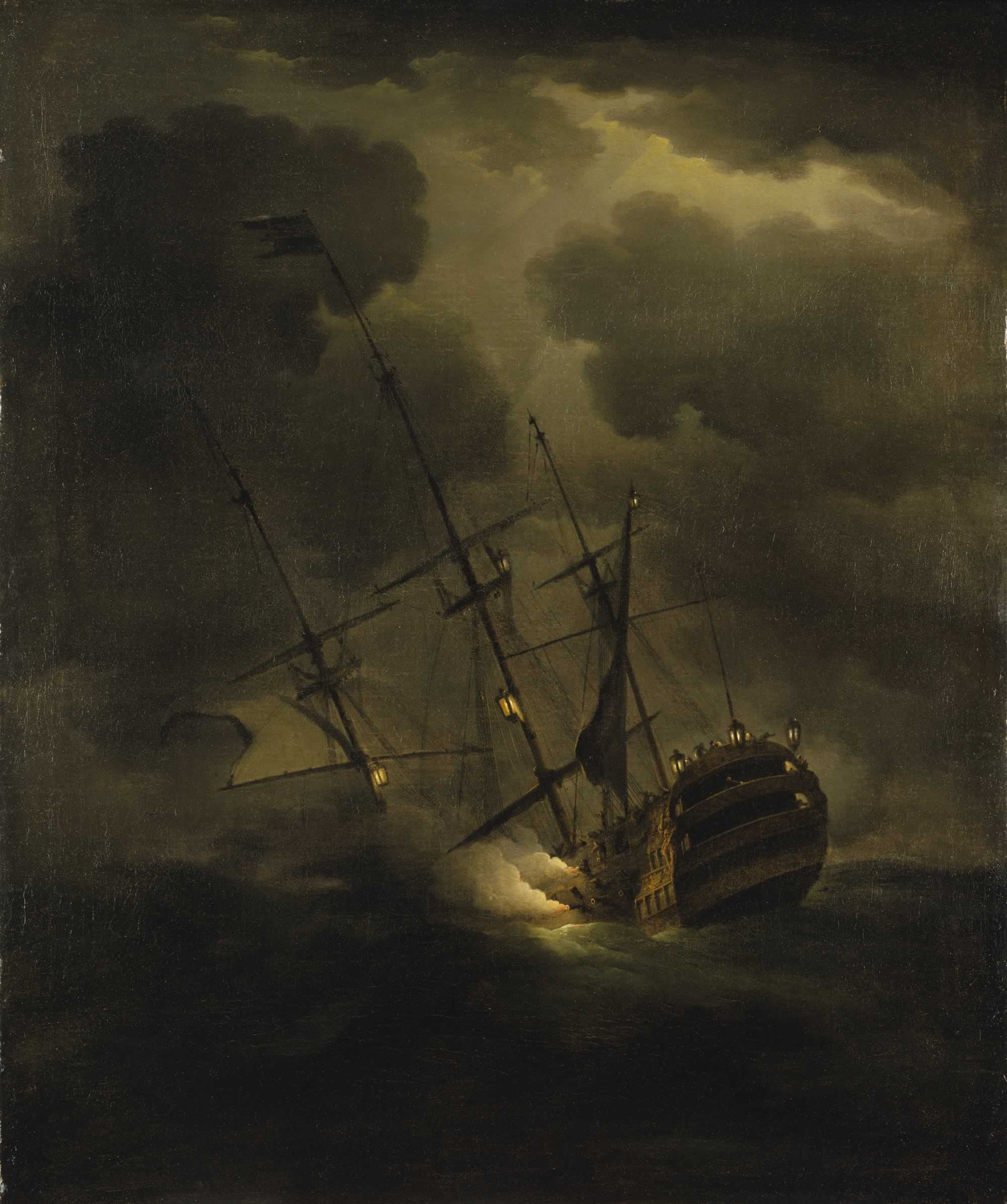
1744: Untergang der Victory

- 1744: Das britische Segelschiff Victory wird von anderen Schiffen seines Flottenverbandes zum letzten Mal vor den Kanalinseln gesichtet. In der Nacht geht es mit der 1150 Mann starken Besatzung in einem Sturm unter.
- 1992: Beim Absturz des Frachtfluges El-Al-Flug 1862 in einen Wohnblock im Amsterdamer Vorort Bijlmermeer sterben 43 Menschen.
- 2001: Eine Tupolew Tu-154 der Sibir Air, auf dem planmäßigen Flug von Tel Aviv nach Nowosibirsk, wird während einer Militärübung auf dem Schwarzen Meer versehentlich durch eine Boden-Luft-Rakete der ukrainischen Marine abgeschossen. Alle 78 Menschen an Bord sterben.

Kleinere Unglücksfälle sind in den Unterartikeln von Katastrophe und in der Liste von Katastrophen aufgeführt.

### Sport
- 1904: Der Fußballverein IFK Göteborg wird gegründet.
- 1920: Der tunesische Fußballverein Club Africain wird gegründet.
- 1945: Der serbische Sportverein Partizan Belgrad wird gegründet.

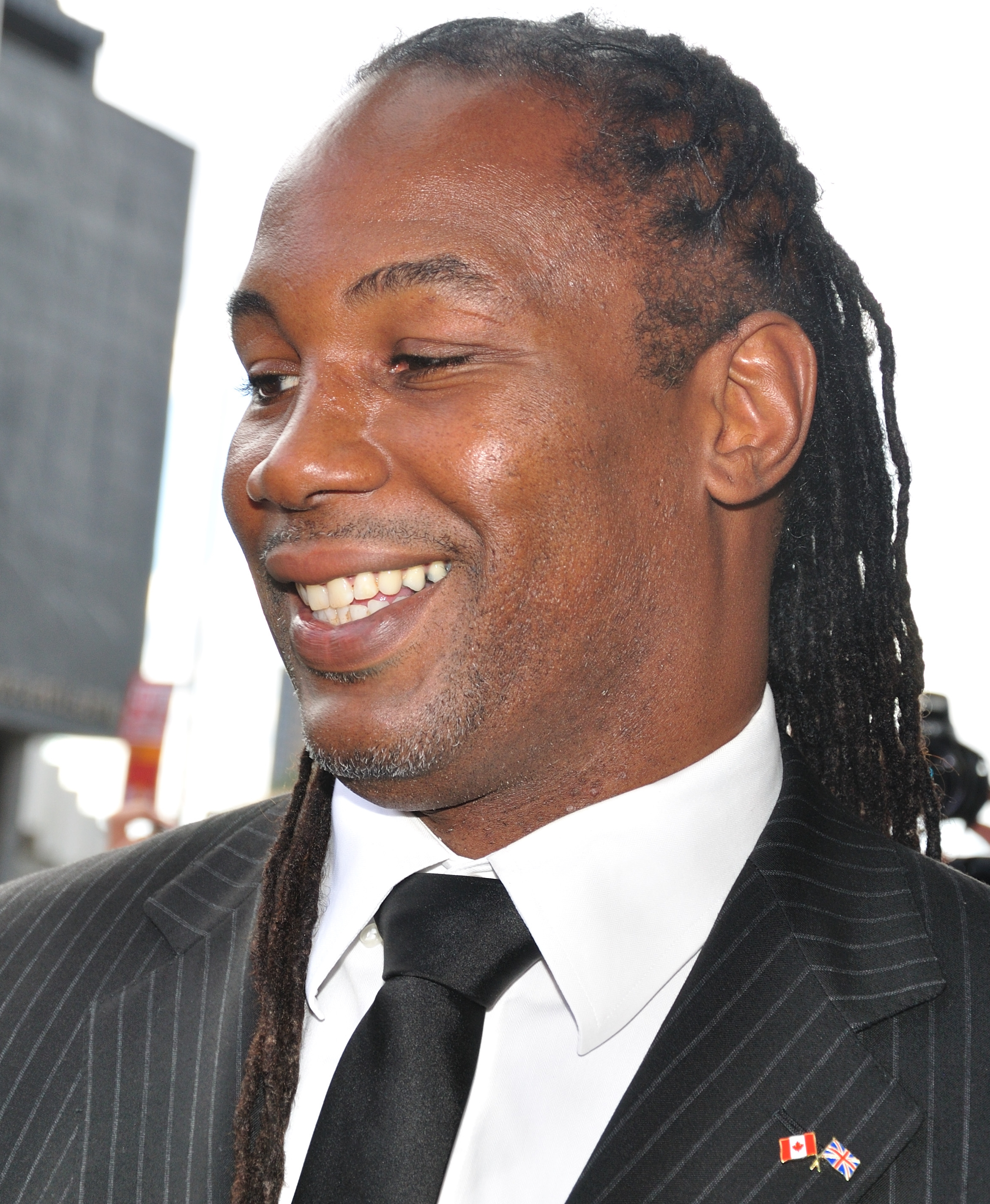
1997: Lennox Lewis

- 1997: Lennox Lewis gewinnt seinen Boxkampf und Weltmeistertitel im Schwergewicht gegen Andrzej Gołota in der Boardwalk Convention Hall, Atlantic City, New Jersey, durch K. o.
- 2006: Aus Termingründen finden in Macao bereits drei Tage vor der feierlichen Eröffnungszeremonie die ersten Sportveranstaltungen der Jogos da Lusofonia 2006, der ersten Spiele der portugiesischsprachigen Länder, statt.

Einträge von Leichtathletik-Weltrekorden befinden sich unter der jeweiligen Disziplin unter Leichtathletik.

## Geboren

### Vor dem 17. Jahrhundert
- 1274: Rudolf I., Herzog von Oberbayern und Pfalzgraf bei Rhein
- 1289: Ludwig X., König von Frankreich und König von Navarra
- 1379: Heinrich III., Fürst von Asturien sowie König von Kastilien und León
- 1437: Johann IV., Herzog von Bayern-München
- 1515: Lucas Cranach der Jüngere, deutscher Maler und Portraitist
- 1534: Wilhelm I., Graf von Schwarzburg-Frankenhausen

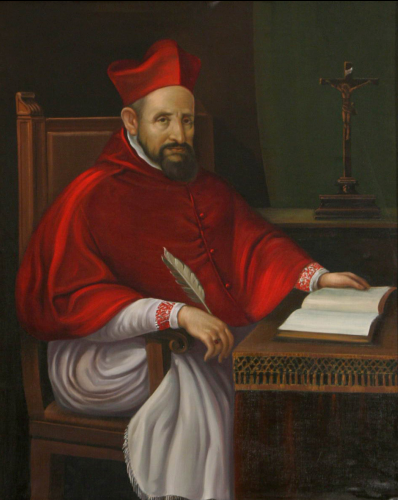
Robert Bellarmin († 1542)

- 1542: Robert Bellarmin, italienischer Theologe, Jesuit und Kirchenlehrer, Vertreter des römischen Katholizismus und der Gegenreformation
- 1550: Karl IX., schwedischer König
- 1563: Dorothea von Sachsen, Herzogin von Braunschweig-Wolfenbüttel
- 1570: Péter Pázmány, ungarischer Philosoph, Theologe und Protagonist der Gegenreformation im königlichen Ungarn
- 1579: Guido Bentivoglio, italienischer Kardinal, Historiker und Politiker
- 1585: Anna, Kaiserin des Heiligen Römischen Reichs
- 1587: Raffaello Vanni, italienischer Maler
- 1600: Giovanni Paolo Oliva, 11. General der Societas Jesu

### 17. bis 18. Jahrhundert
- 1622: Anna Salome von Salm-Reifferscheidt, Fürstäbtissin des Stifts Essen
- 1625: Jacqueline Pascal, französische Schriftstellerin und Nonne, Schwester von Blaise Pascal

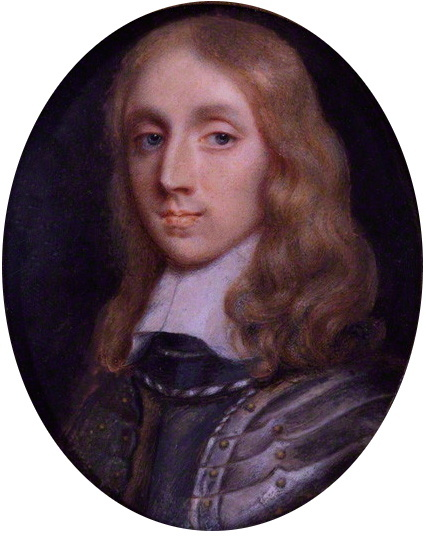
Richard Cromwell (* 1626)

- 1626: Richard Cromwell, englischer Staatsmann, Lordprotektor von England, Schottland und Irland, Sohn Oliver Cromwells
- 1633: Anton Ulrich, deutscher Adliger, Politiker, Kunstmäzen und Schriftsteller
- 1634: Burchard von Ahlefeldt, deutscher Landrat
- 1635: Gottfried Ulrich de la Margelle, Weihbischof in Köln
- 1655: Lothar Franz von Schönborn, Fürstbischof von Bamberg, Kurfürst und Erzbischof von Mainz
- 1657: Francesco Solimena, neapolitanischer Maler
- 1665: Francesco Acquaviva, italienischer Kardinal
- 1670: Christoph Heinrich von Watzdorf, kurfürstlich sächsischer Kabinettminister
- 1677: Ulrich Kaas, dänischer Admiral und Stiftsamtmann zu Bergen
- 1678: Friedrich Wilhelm von Grumbkow, preußischer Generalfeldmarschall und Staatsmann
- 1679: Ernst Dietrich Bartels, deutscher Bildschnitzer
- 1707: Francesco Fontebasso, venezianischer Maler

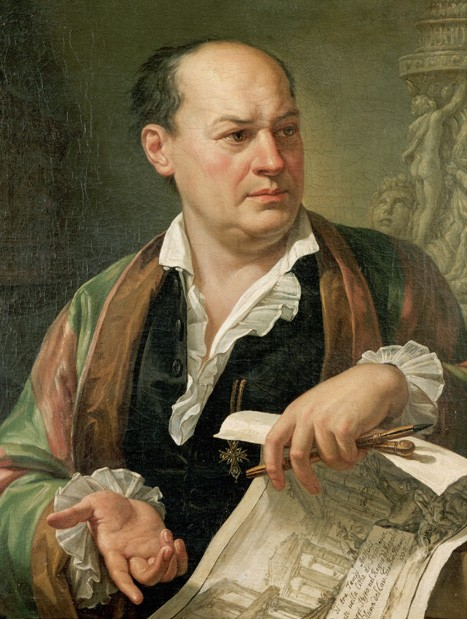
Giovanni Battista Piranesi (* 1720)

- 1720: Giovanni Battista Piranesi, italienischer Kupferstecher, Archäologe, Architekt und Architekturtheoretiker
- 1723: Nicolaus Poda von Neuhaus, österreichischer Entomologe und Jesuit
- 1728: Friedrich Moritz von Nostitz-Rieneck, österreichischer Feldmarschall und Hofkriegsratspräsident
- 1734: Francis Lightfoot Lee, einer der amerikanischen Gründerväter, Mitunterzeichner der Unabhängigkeitserklärung der USA
- 1737: Fanny de Beauharnais, französische Dichterin und Salonière

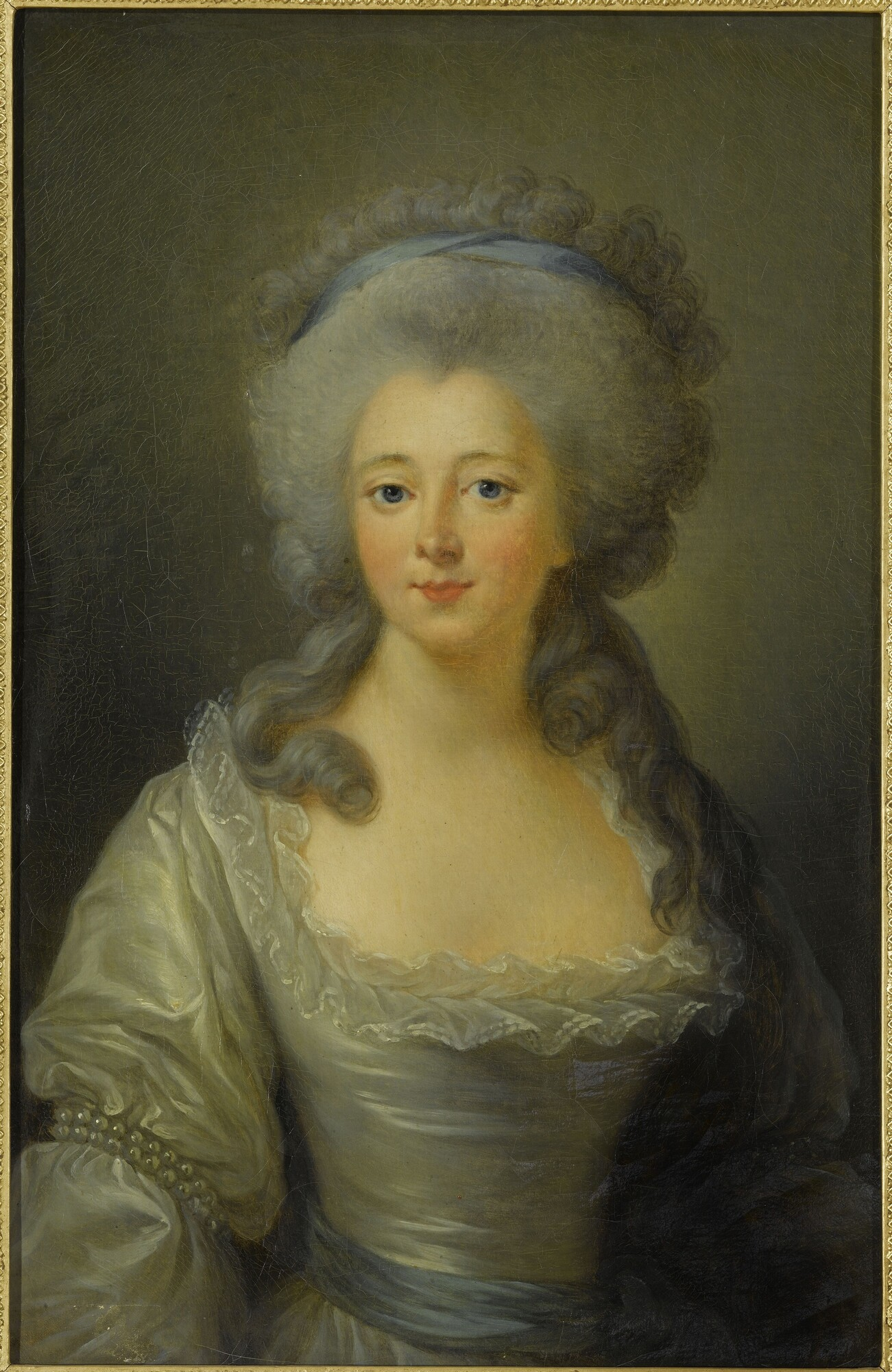
Charlotte-Jeanne Béraud de la Haye de Riou (* 1738)

- 1738: Charlotte-Jeanne Béraud de la Haye de Riou, Marquise de Montesson, französische Adlige und Schriftstellerin
- 1741: Franciszek Karpiński, polnischer Dichter und Dramatiker
- 1748: Christian Wilhelm Kindleben, preußischer Magister und Schriftsteller
- 1752: Elisabeth Augusta Wendling, deutsche Opernsängerin (Sopran)
- 1753: Anna Heinel, deutsche Tänzerin
- 1757: Othniel Looker, US-amerikanischer Politiker, Gouverneur von Ohio
- 1765: Samuel Huntington, US-amerikanischer Jurist und Politiker, Gouverneur von Ohio
- 1767: Christian Adolf von Seckendorff, deutscher dramatischer Dichter und kameralistischer Schriftsteller
- 1779: Léopold Aimon, französischer Komponist
- 1783ː Regina Frohberg, Schriftstellerin und Freundin Rahel Varnhagens
- 1783: Bernardus Franciscus Suerman, niederländischer Mediziner
- 1796: August Wilhelm Bach, deutscher Komponist und Organist
- 1797: Jeremias Gotthelf, Schweizer Schriftsteller und Pfarrer
- 1800: Pierre Saint-Amant, französischer Schachmeister

### 19. Jahrhundert

#### 1801–1850
- 1802: Adolphe Niel, französischer General, Marschall von Frankreich, Kriegsminister
- 1803: Ernst Helwing, deutscher Historiker
- 1808: Giovanni Battista Pioda, Schweizer Jurist, Politiker und Diplomat, Nationalrat, Bundesrat
- 1809: Albrecht von Preußen, preußischer Prinz und General
- 1814: Jean-François Millet, französischer Maler
- 1817: August Hirsch, deutscher Arzt, Epidemiologe und Medizinhistoriker
- 1818: Francesco Crispi, italienische Revolutionär und Politiker, Ministerpräsident
- 1820ː Pierre Adam, französischer Bratschist und Komponist

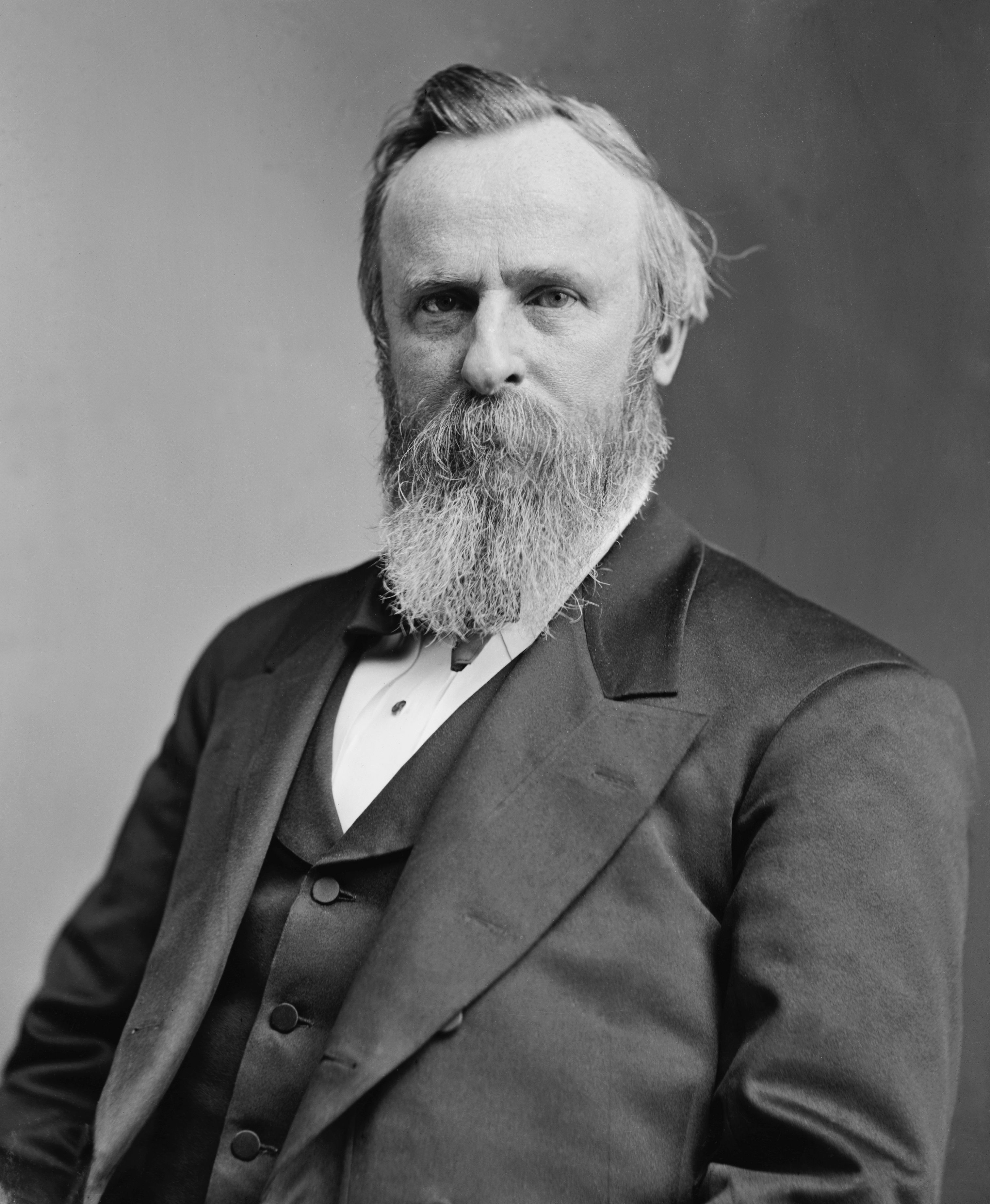
Rutherford B. Hayes (* 1822)

- 1822: Rutherford B. Hayes, US-amerikanischer Politiker, Mitglied des Repräsentantenhauses, Gouverneur von Ohio, Staatspräsident
- 1826ː Marie Charlotte Neviandt, Ehefrau des freikirchlichen Theologen Heinrich Neviandt
- 1826: Auguste von Württemberg, württembergische Prinzessin
- 1828: Thomas Peter Akers, US-amerikanischer Politiker, Mitglied des Repräsentantenhauses
- 1832: Joseph Munsch, österreichischer Maler
- 1833: John Anderson, schottischer Zoologe
- 1836: Juliette Adam, französische Schriftstellerin, Polemikerin, republikanische Salonnière und Frauenrechtlerin
- 1836: Konstantin Karlowitsch Albrecht, russischer Komponist
- 1836: Piet Cronjé, Kommandeur der Buren im Ersten und Zweiten Burenkrieg
- 1837: Auguste-Réal Angers, kanadischer Jurist und Politiker, Vizegouverneur von Québec, Minister

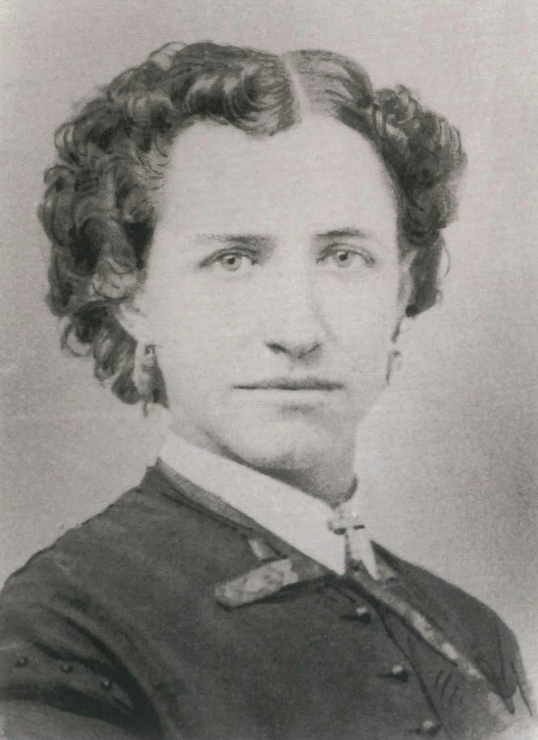
Elizabeth Jane Gardner (* 1837)

- 1837: Elizabeth Jane Gardner, US-amerikanisch-französische Malerin
- 1840: Charles Lenepveu, französischer Komponist und Musikpädagoge
- 1841: Stephen Albert Emery, US-amerikanischer Komponist und Musikpädagoge
- 1841: Marie in Bayern, letzte Königin beider Sizilien
- 1844: Hugo Andresen, deutscher Romanist und Mediävist
- 1847: Agneta Matthes, niederländische Unternehmerin
- 1848: Friederike Krüger, preußische Soldatin

#### 1851–1900
- 1853: Karel Knittl, tschechischer Komponist, Dirigent und Musikpädagoge
- 1856: Hedwig Arendt, deutsche Theaterschauspielerin
- 1857: Henry Schoenefeld, US-amerikanischer Komponist
- 1858: Stephan Sarkotić von Lovćen, Generaloberst der österreichisch-ungarischen Armee
- 1859: Rudolf Swoboda, österreichischer Maler
- 1860: Homer Albert Norris, US-amerikanischer Organist, Komponist und Musikwissenschaftler
- 1861: Frederic Remington, US-amerikanischer Maler, Illustrator und Bildhauer

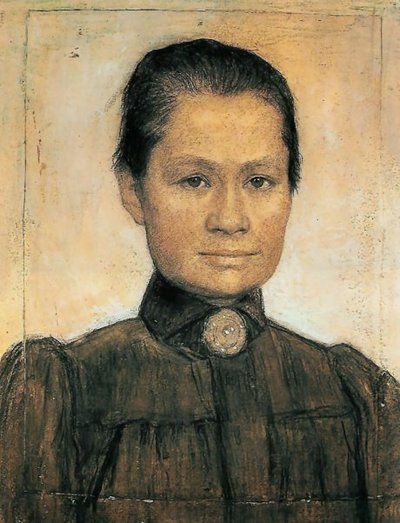
Johanna van Gogh-Bonger (* 1862)

- 1862: Johanna van Gogh-Bonger, niederländische Kunstsammlerin
- 1863: Samuel Prescott Bush, US-amerikanischer Industrieller
- 1864ː Eleonora Fugger von Babenhausen, österreichische Fürstin und Salonière
- 1865: Max Halbe, deutscher Schriftsteller und Dichter, Vertreter des deutschen Naturalismus
- 1865: Friedrich Lienhard, deutscher Schriftsteller, Wortführer der Heimatkunstbewegung
- 1866: Evaristo Lucidi, italienischer Kardinal
- 1868: Georg Thilenius, deutscher Mediziner und Ethnologe
- 1869: Iwan Iwanowitsch Rerberg, russischer Architekt und Ingenieur
- 1871: Arnaldo Galliera, italienischer Komponist und Musikpädagoge
- 1872: Hans Arnsperger, deutscher Internist
- 1873: Anne Siberdinus de Blécourt, niederländischer Jurist und Rechtshistoriker
- 1874: Agnes Smidt, deutsch-dänische Malerin
- 1876: Florence Eliza Allen, US-amerikanische Mathematikerin
- 1878: Selmar Aschheim, deutscher Gynäkologe
- 1880: Nicolaas van Wijk, niederländischer Germanist, Niederlandist
- 1881: Henry Potter, US-amerikanischer Golfspieler
- 1885: Elisabeth Ahnert, deutsche Künstlerin
- 1886: Erich Fellgiebel, deutscher Offizier und Widerstandskämpfer des 20. Juli 1944
- 1886: Nakamura Murao, japanischer Literaturtheoretiker und -kritiker

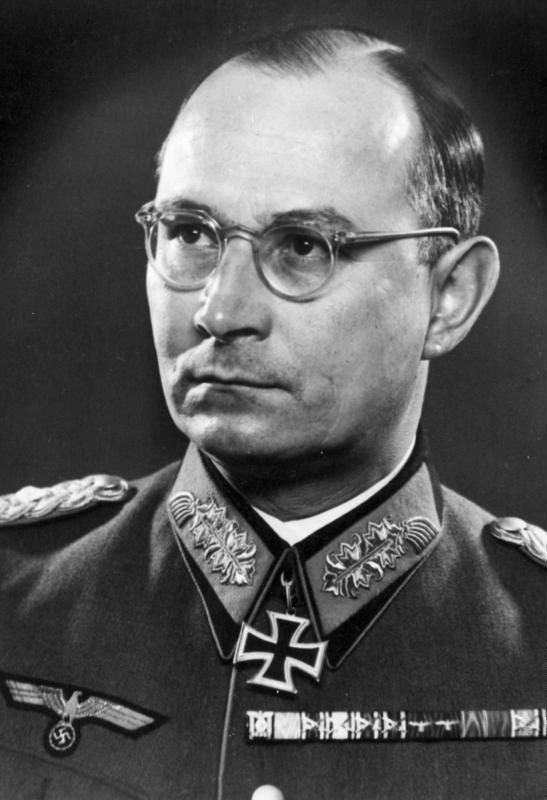
Friedrich Olbricht (* 1888)

- 1888: Friedrich Olbricht, deutscher General und Widerstandskämpfer des 20. Juli 1944
- 1891: Herbert Kranz, deutscher Schriftsteller
- 1892: Engelbert Dollfuß, österreichischer Politiker, Bundesminister, Bundeskanzler und Diktator, Mitbegründer des Austrofaschismus
- 1892: Luis Trenker, österreichisch-italienischer Bergsteiger, Schauspieler, Regisseur und Schriftsteller aus Südtirol
- 1894: Józef Beck, polnischer Politiker
- 1894: Patrick V. McNamara, US-amerikanischer Politiker
- 1895: Hildegard Fränzel, deutsche Schauspielerin
- 1895: Buster Keaton, US-amerikanischer Schauspieler, Komiker und Regisseur
- 1895: Petán Trujillo, venezolanischer General und Rundfunkdirektor
- 1896: Dorothy Lawrence, englische Reporterin, die sich als Soldat ausgab
- 1896: Edgar Maass, deutscher Chemiker und Schriftsteller
- 1897: Margarete Aurin, deutsche Pädagogin, Initiatorin integrativer Bildungsarbeit im Vorschulalter
- 1897: Clara von Simson, deutsche Naturwissenschaftlerin und Politikerin
- 1898: Karl Kollmann, österreichischer Politiker
- 1898: Jan Liwacz, polnischer Häftling im KZ Auschwitz
- 1899: Franz Jonas, österreichischer Politiker und Staatsmann, Bürgermeister von Wien, Bundespräsident
- 1899: Hilger van Scherpenberg, deutscher Staatssekretär im Auswärtigen Amt

### 20. Jahrhundert

#### 1901–1925
- 1901: Alfred von Beckerath, deutscher Komponist und Dirigent
- 1901: Tex Hamer, US-amerikanischer American-Football-Spieler
- 1903: John Atanasoff, US-amerikanischer Physiker

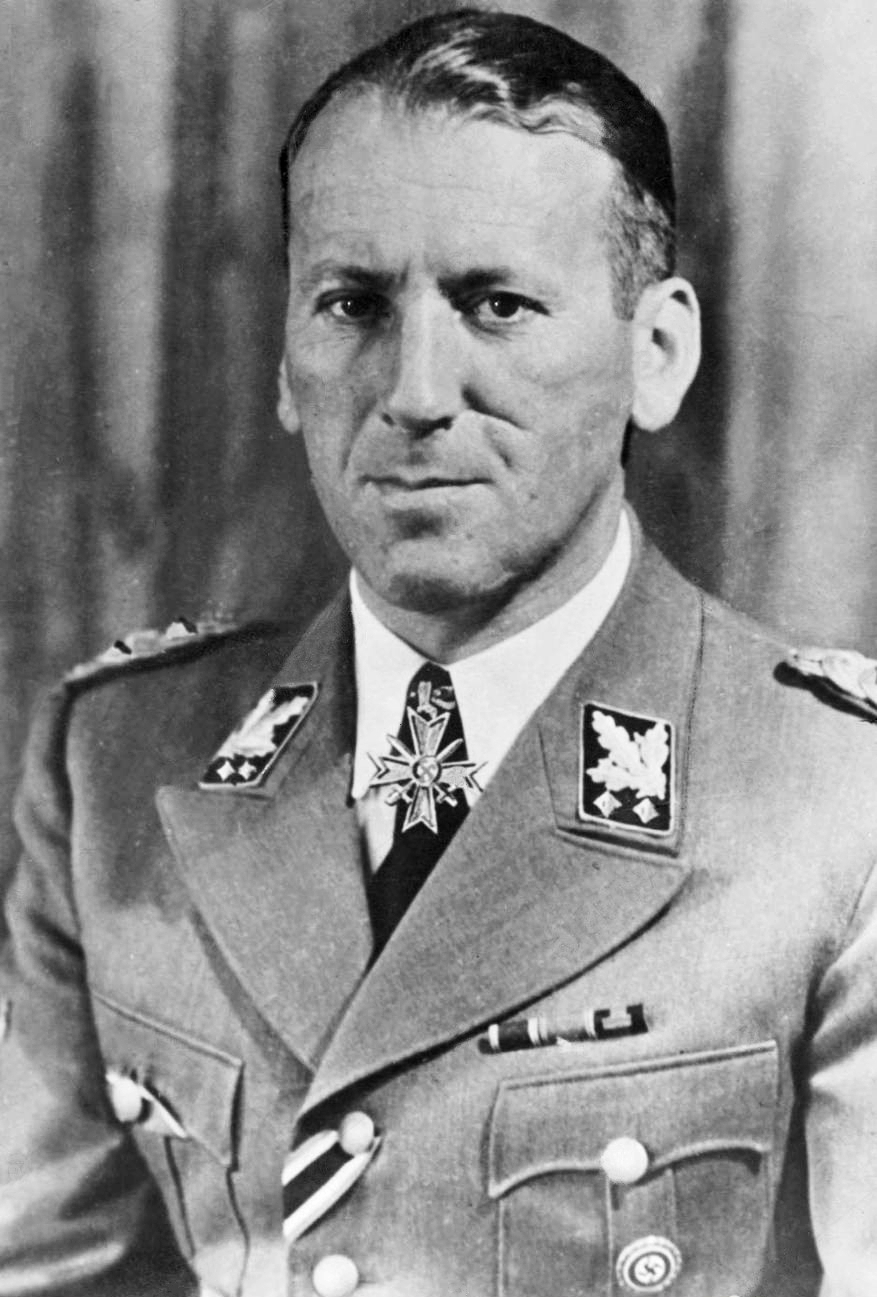
Ernst Kaltenbrunner (* 1905)

- 1903: Ernst Kaltenbrunner, österreichisch-deutscher Jurist, Kriegsverbrecher
- 1905: René Defossez, belgischer Komponist und Dirigent
- 1905: Wolfgang Franz, deutscher Mathematiker
- 1905: Günther Roll, deutscher Ruderer
- 1906: Eitel Cantoni, uruguayischer Automobilrennfahrer
- 1908: Georges Monneret, französischer Motorrad- und Automobilrennfahrer
- 1909: Fernando Cortés, puerto-ricanischer Schauspieler, Regisseur und Drehbuchautor
- 1909: Antonius Hofmann, deutscher römisch-katholischer Geistlicher, Bischof von Passau
- 1909: Marcel Stern, französischer Komponist und Violinist
- 1910: Adolf Branald, tschechischer Schriftsteller
- 1910: Rudolf Grewe, deutscher Chemiker
- 1910ː Berta Rahm, Schweizer Architektin, Verlegerin und Frauenrechtlerin

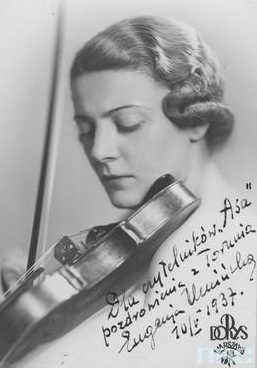
Eugenia Umińska (* 1910)

- 1910: Eugenia Umińska, polnische Geigerin und Musikpädagogin
- 1910: Rudolf Werlich, deutscher Bobfahrer
- 1912: Heinrich Oskar Kühner, Schweizer Pfarrer und Autor
- 1912: Alfonso Letelier Llona, chilenischer Komponist und Musikpädagoge
- 1913: Štěpán Urban, tschechischer Gitarrist, Komponist, Musikpädagoge, Anthroposoph, Esperanto-Dichter und Schriftsteller
- 1914: Adolf Scheffknecht, österreichischer Turner
- 1915: Silvina Bullrich, argentinische Schriftstellerin
- 1916: Witali Lasarewitsch Ginsburg, russischer Physiker, Nobelpreisträger
- 1917: Luis Carniglia, argentinischer Fußballspieler und -trainer
- 1917: Albert de Klerk, niederländischer Dirigent, Organist und Komponist
- 1917: Fairy von Lilienfeld, deutsche Theologin
- 1918: Berti Capellmann, deutsche Tischtennisspielerin
- 1918: Giovanni Cheli, italienischer römisch-katholischer Geistlicher, Kardinal
- 1918: Fukui Ken’ichi, japanischer Chemiker, Nobelpreisträger
- 1921: Pierre Riché, französischer Historiker
- 1923ː Eulie Chowdhury, indische Architektin, Dozentin, Designerin und Autorin
- 1923: Charlton Heston, US-amerikanischer Schauspieler und Bürgerrechtler, Vorsitzender der NRA
- 1923: Reinhard Ludewig, deutscher Pharmakologe, Toxikologe und Hochschullehrer
- 1924: Josef Anselm Graf Adelmann von Adelmannsfelden, deutscher Theologe und Schriftsteller

#### 1926–1950
- 1926: Georgi Georgiew-Gez, bulgarischer Schauspieler
- 1926: Michail Lwowitsch Lidow, sowjetischer Astronom
- 1927: Roberto Bussinello, italienischer Automobilrennfahrer

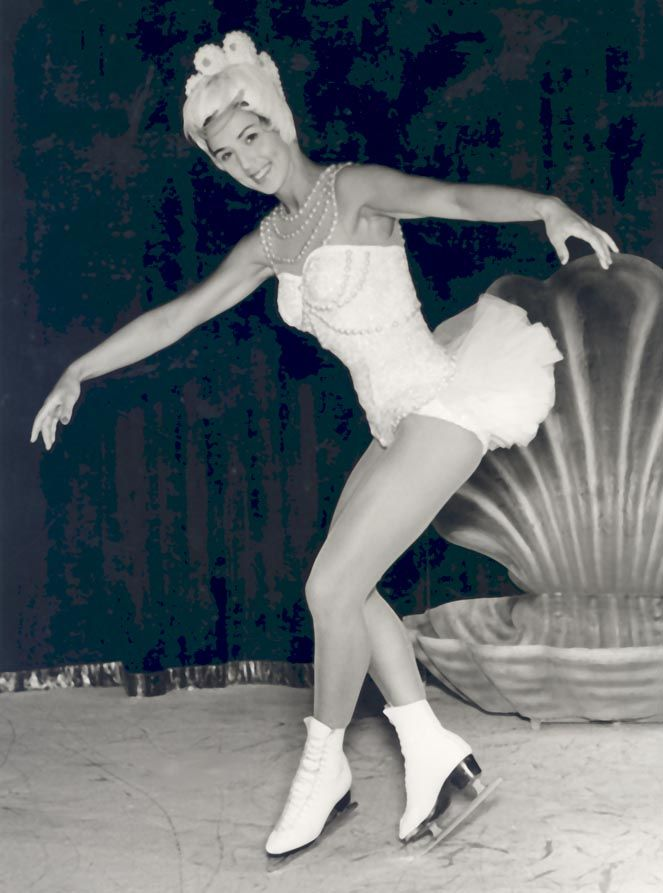
Eva Pawlik (* 1927)

- 1927: Eva Pawlik, österreichische Eiskunstläuferin, Filmschauspielerin und erste TV-Sportkommentatorin
- 1928: Bob Scott, US-amerikanischer Automobilrennfahrer
- 1929: Leroy Van Dyke, US-amerikanischer Sänger
- 1929: Gábor Vida, ungarischer Eiskunstläufer
- 1930: József Soproni ungarischer Komponist
- 1931: Thane Baker, US-amerikanischer Leichtathlet, Olympiasieger
- 1934: Sam Huff, US-amerikanischer American-Football-Spieler
- 1934ː Marlies Ixmeier, deutsche Basketballspielerin
- 1935: Horst Janson, deutscher Schauspieler
- 1936: Gunther Arzt, deutscher Rechtswissenschaftler
- 1936: John Albert Knebel, US-amerikanischer Politiker

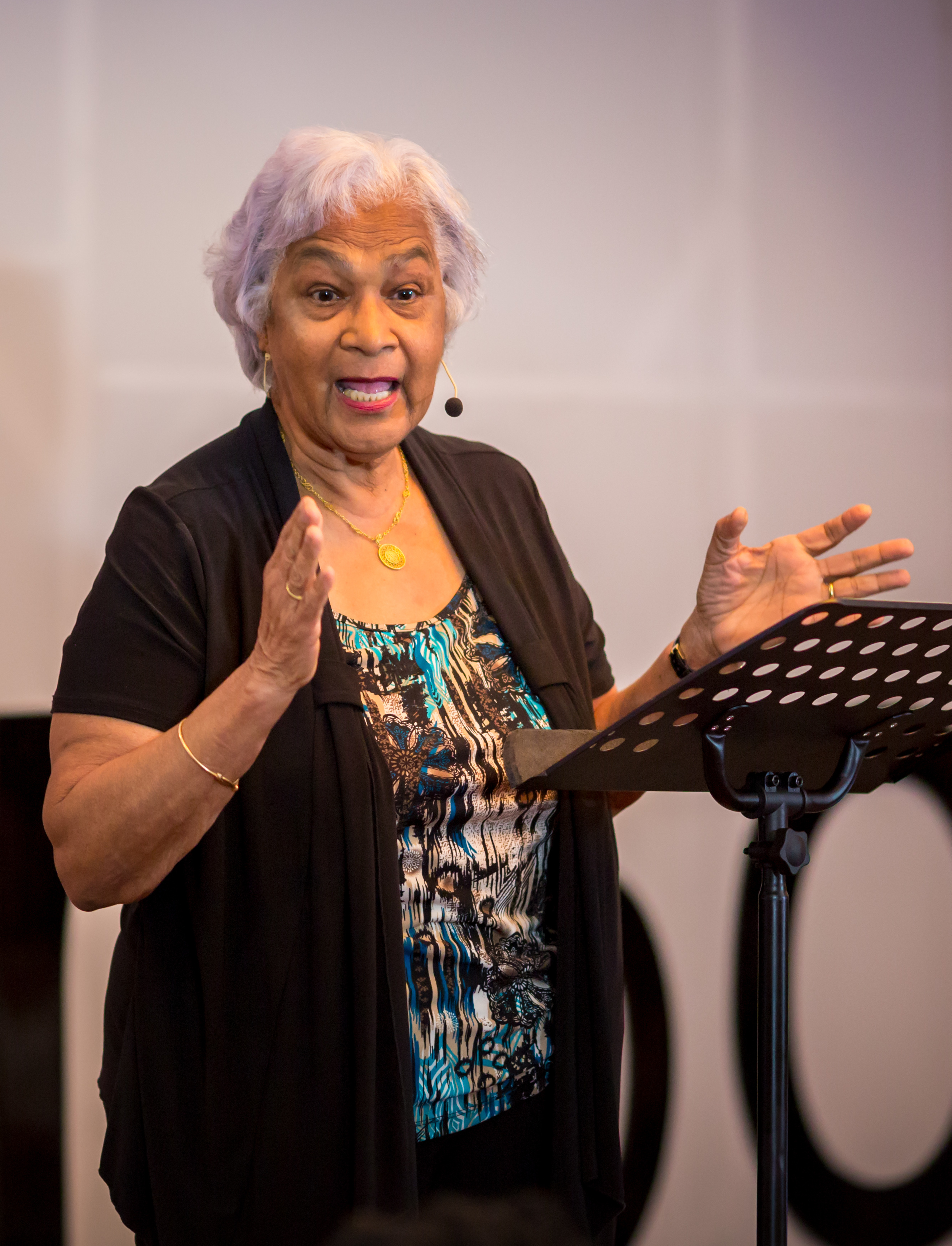
Cynthia McLeod (* 1936)

- 1936: Cynthia McLeod, surinamische Schriftstellerin
- 1937: Franz Vranitzky, österreichischer Politiker
- 1938: Mark Levine, US-amerikanischer Jazzpianist und -posaunist
- 1938: Willi Schulz, deutscher Fußballspieler
- 1938: Kurt Wüthrich, Schweizer Chemiker, Nobelpreisträger
- 1939: Frank Lendor, dominikanischer Opernbassist
- 1939: Ivan Mauger, neuseeländischer Speedwayfahrer
- 1939: Siegfried Schubert, deutscher Eishockeyspieler und -trainer
- 1940: Barbara Henneberger, deutsche Skirennläuferin
- 1940: Silvio Marzolini, argentinischer Fußballer
- 1940: Steve Swallow, US-amerikanischer Jazzmusiker

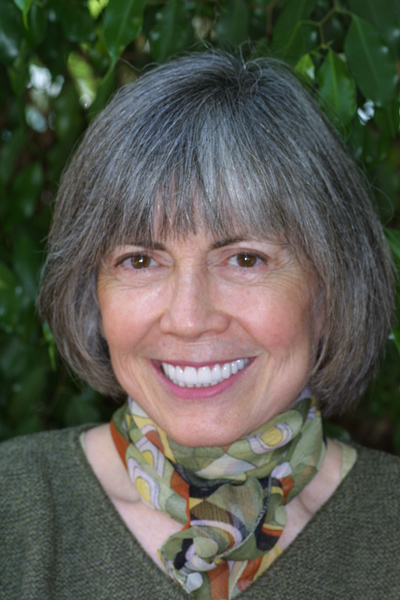
Anne Rice (* 1941)

- 1941: Anne Rice, US-amerikanische Schriftstellerin
- 1941: Jerrel Wilson, US-amerikanischer American-Football-Spieler
- 1941: Helmut Kutin, österreichischer Manager, Präsident von SOS-Kinderdorf International
- 1942: Irm Hermann, deutsche Schauspielerin
- 1942ː Bernice Johnson Reagon, US-amerikanische Sängerin
- 1943: Owen Davidson, australischer Tennisspieler
- 1944: Franz Brandl, deutscher Barmeister und Sachbuchautor
- 1944: Eddie Gomez, US-amerikanischer Jazzbassist
- 1944: Srđan Hofman, serbischer Komponist und Hochschullehrer
- 1945: Michael Baker-Harber, britischer Segler
- 1946: Regine Kleinau, deutsche Leichtathletin

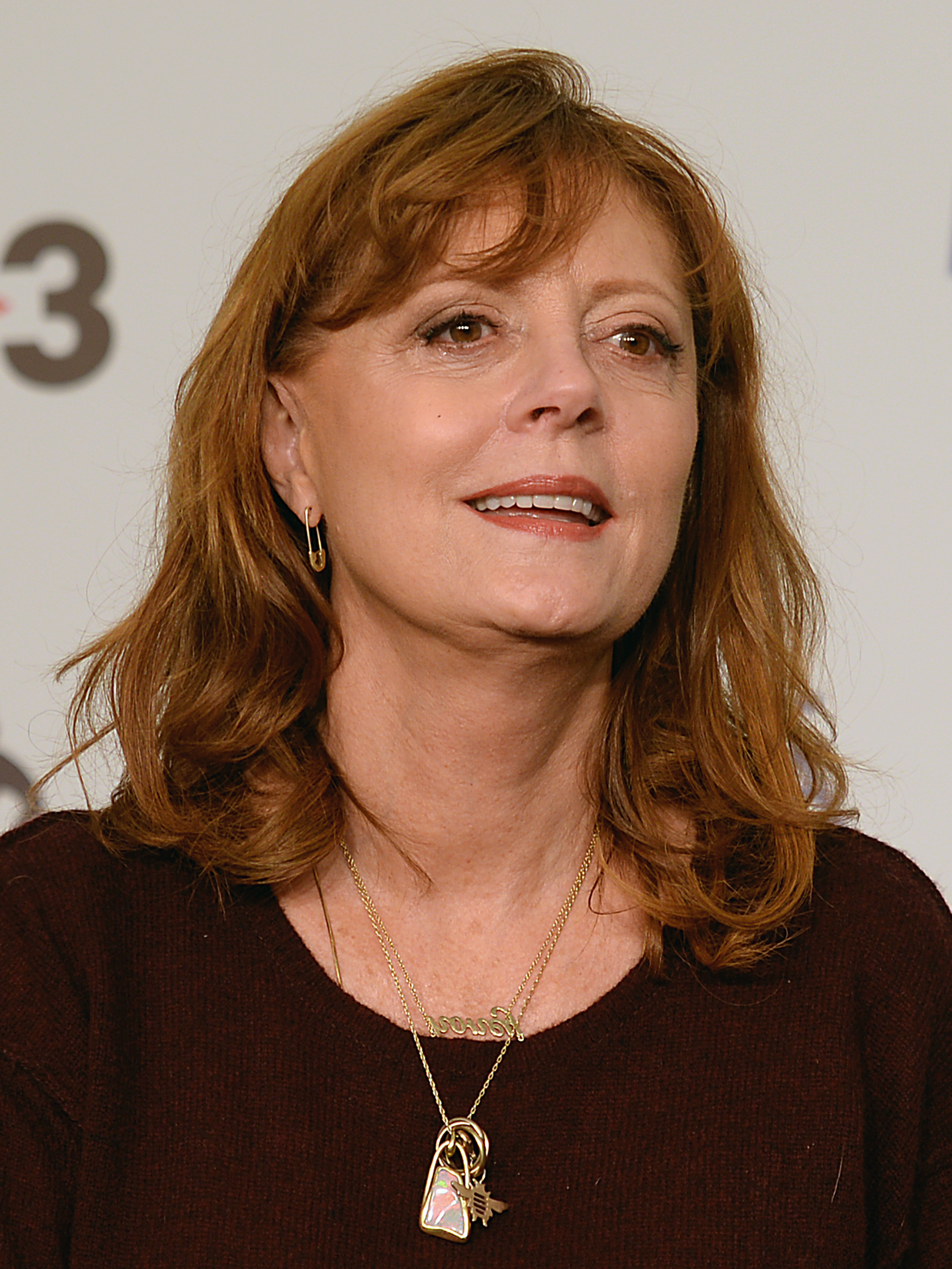
Susan Sarandon (* 1946)

- 1946: Susan Sarandon, US-amerikanische Schauspielerin
- 1947: Rezzo Schlauch, deutscher Politiker
- 1948: Linda Bergen, deutsche Schlagersängerin
- 1948: Duke Robillard, US-amerikanischer Blues-Sänger und -Gitarrist
- 1949: Mike Adamle, US-amerikanischer Sportjournalist und American-Football-Spieler
- 1949: Armand Assante, US-amerikanischer Schauspieler
- 1949: Waleri Arschba, abchasischer Politiker
- 1949: Antonello Cuccureddu, italienischer Fußballspieler und -trainer
- 1949: Kurt Zurfluh, Schweizer Fernseh- und Radiomoderator
- 1950: Stefan Bajohr, deutscher Politiker und Sozialwissenschaftler
- 1950: Michael Heubach, deutscher Rockmusiker und Komponist
- 1950: Klaus Scheer, deutscher Fußballspieler und -trainer
- 1950: Alan Rosenberg, US-amerikanischer Schauspieler.

#### 1951–1975
- 1951: Hans Wolfgang Brachinger, deutsch-schweizerischer Mathematiker und Stochastiker
- 1951: Magda Maros, ungarische Florettfechterin
- 1951: Norbert Sattler, österreichischer Kanute

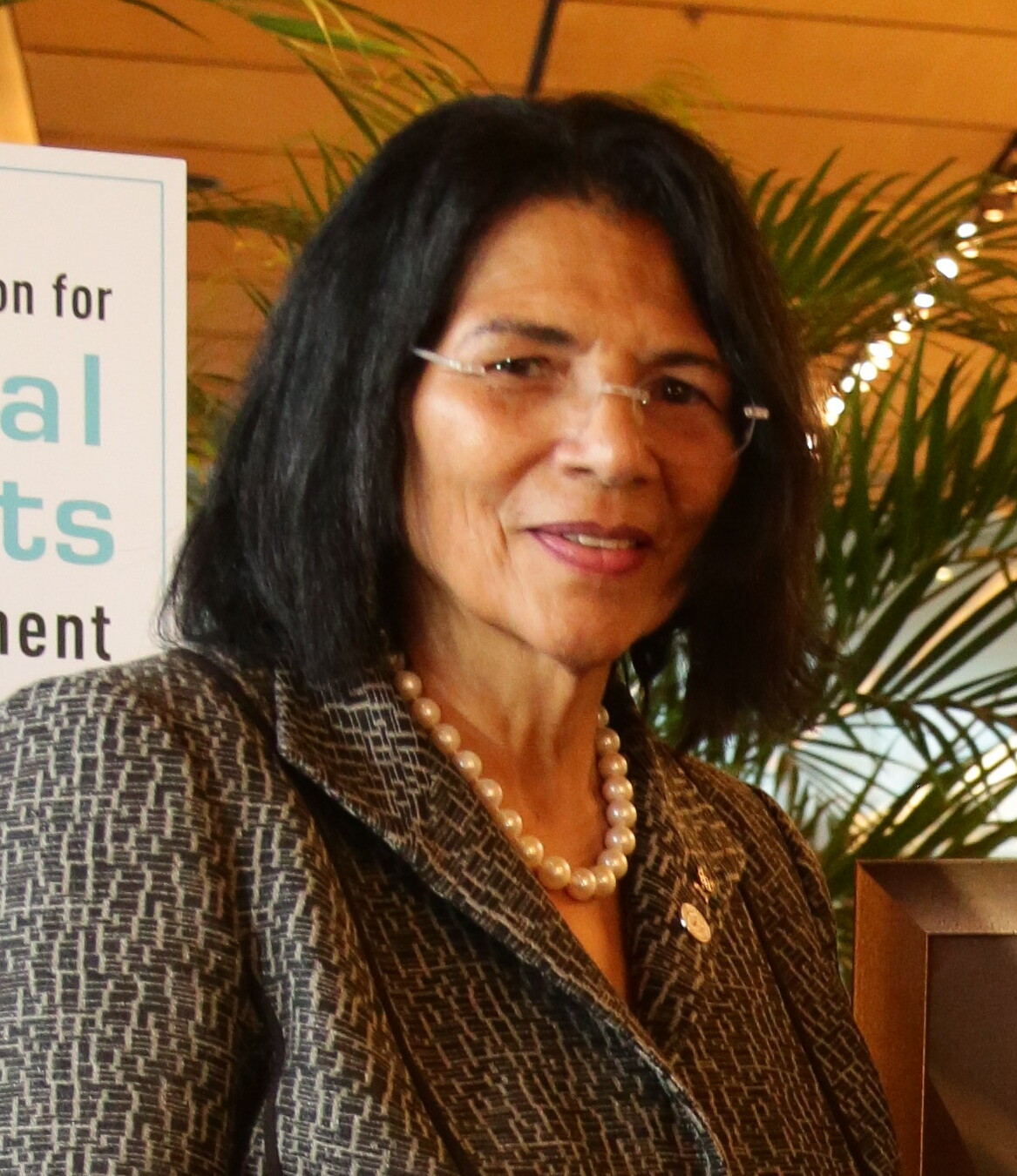
Anita DeFrantz (* 1952)

- 1952: Anita DeFrantz, US-amerikanische Ruderin und Sportfunktionärin
- 1952: Antonello Fassari, italienischer Schauspieler und Filmregisseur
- 1952: Joseph Werth, russlanddeutscher römisch-katholischer Bischof
- 1953: Gabriel Loidolt, österreichischer Schriftsteller
- 1953: Andreas Vollenweider, Schweizer Musiker, Komponist und Arrangeur
- 1954: Yves Ker Ambrun, französischer Comiczeichner
- 1955: Jorge Valdano, argentinischer Fußballspieler, -trainer und -manager und Unternehmensberater
- 1955: Hugo Fasel, Schweizer Politiker, Nationalrat
- 1955: Andy Pichler, österreichischer Fußballspieler und -trainer
- 1955: Hervé Rozoum, französischer Gitarrist, Komponist, Arrangeur und Produzent
- 1955: Carmen Valero, spanische Mittel- und Langstreckenläuferin
- 1956: Hans van Breukelen, niederländischer Fußballspieler
- 1956: Doug Padilla, US-amerikanischer Leichtathlet

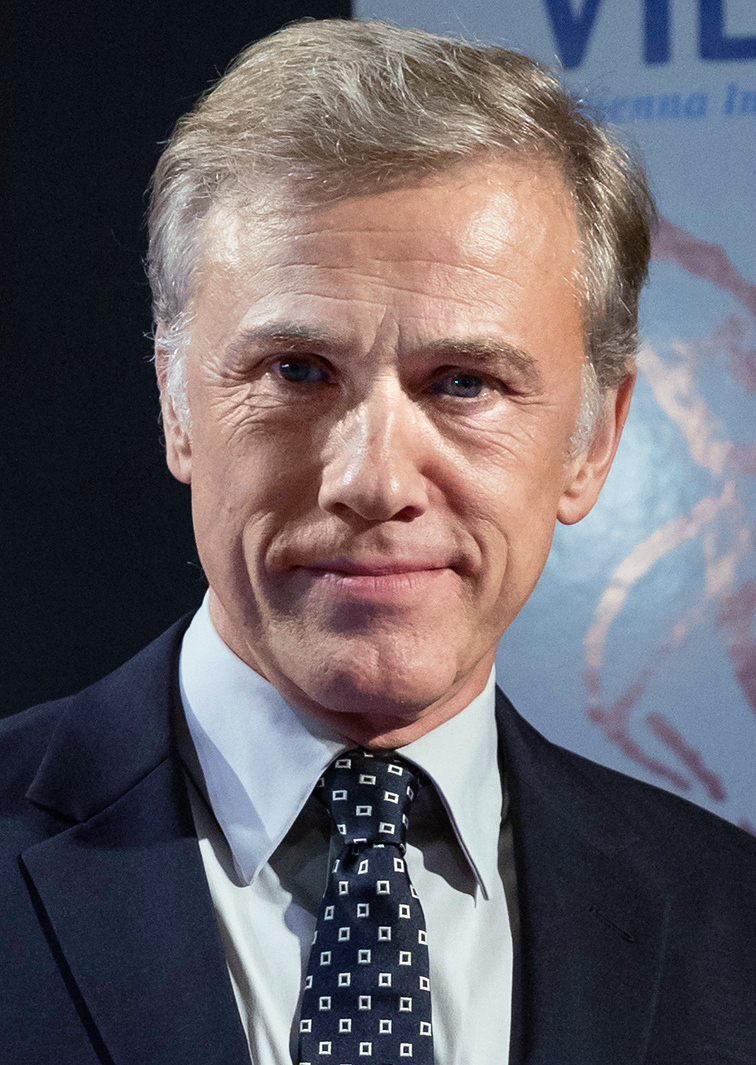
Christoph Waltz (* 1956)

- 1956: Christoph Waltz, deutsch-österreichischer Schauspieler
- 1957: Michael Parris, guyanischer Boxer
- 1957: Isabelle von Siebenthal, Schweizer Schauspielerin
- 1958: Ned Luke, US-amerikanischer Schauspieler
- 1959: Chris Lowe, britischer Musiker (Pet Shop Boys)
- 1961: Henry Amike, nigerianischer Leichtathlet
- 1961: Jon Secada, US-amerikanischer Sänger und Liedermacher
- 1962: Marc Minkowski, französischer Fagottist und Dirigent
- 1963: Mark Alford, US-amerikanischer Politiker, Mitglied des Repräsentantenhauses
- 1963: Fränzi Madörin, Schweizer Künstlerin
- 1964ː Folake Onayemi, nigerianische Altphilologin

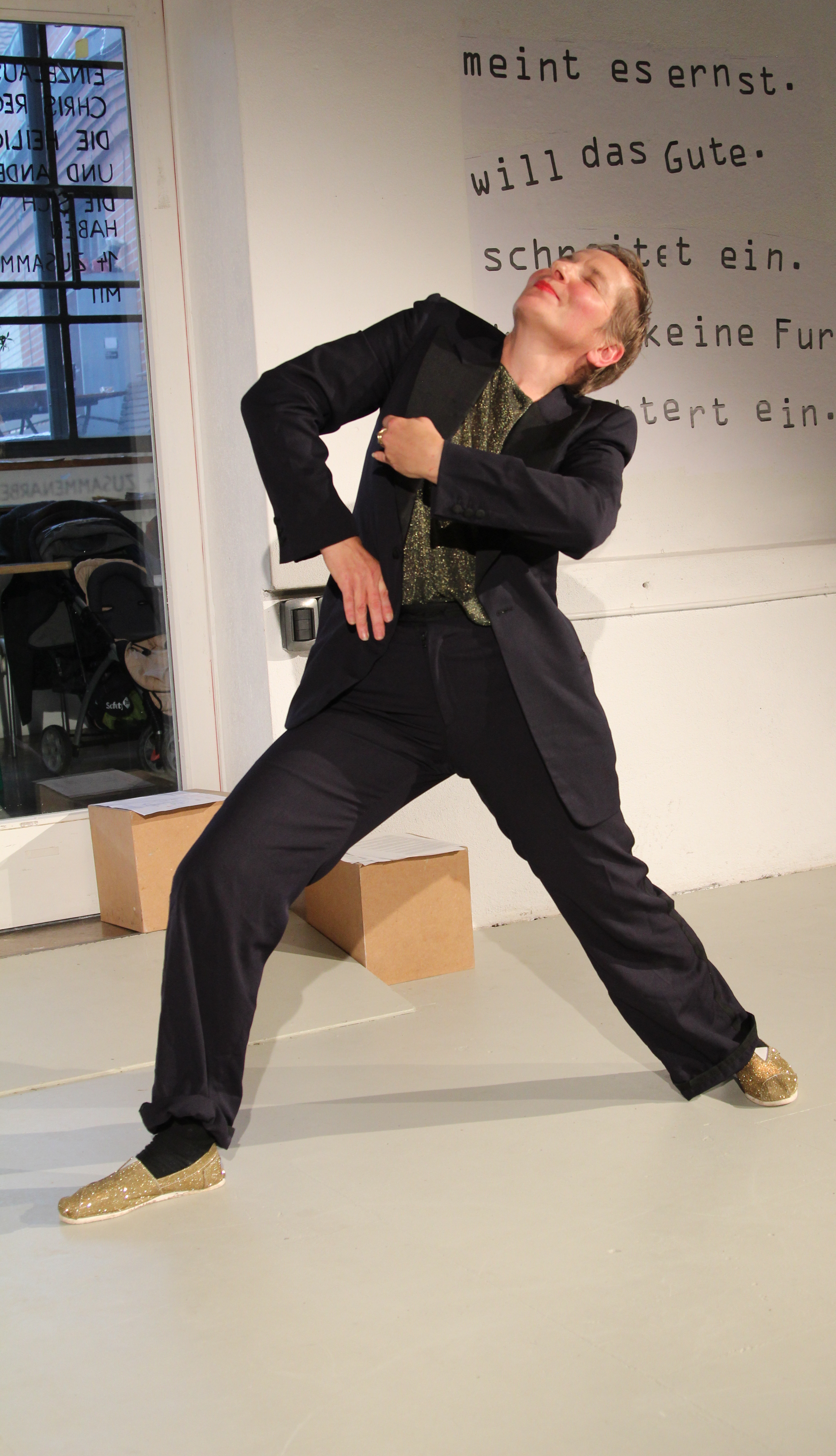
Chris Regn (* 1964)

- 1964: Chris Regn, Konzeptkünstlerin und Aktivistin
- 1966: Herbert Aspöck, österreichischer Politiker
- 1967: Stefanie Otte, deutsche Juristin, Staatssekretärin, Gerichtspräsidentin
- 1967: Alexander Siemon, deutscher Journalist und Fernsehmoderator
- 1968: Katja Dürkop, deutsche Handballspielerin
- 1968: Alex Holzwarth, deutscher Schlagzeuger
- 1969: Abraham Benrubi, US-amerikanischer Schauspieler
- 1969: Andrea Fischer Schulthess, Schweizer Schriftstellerin
- 1969: Mat Maneri, US-amerikanischer Jazzviolinist
- 1970: Olga Sergejewna Kusenkowa, russische Leichtathletin, Olympiasiegerin
- 1971: Friderika Bayer, ungarische Sängerin
- 1973: Andreas Bittl, deutscher Schauspieler
- 1973: Abyss, US-amerikanischer American-Football-Spieler und Wrestler
- 1974: Mafalda Arnauth, portugiesische Sängerin
- 1974: Tom Askey, US-amerikanischer Eishockeyspieler
- 1974: Jonny Clayton, walisischer Dartspieler
- 1974: Doreen Dietel, deutsche Schauspielerin
- 1975: Vasilij Žbogar, slowenischer Segler

#### 1976–2000
- 1976: Mauro Camoranesi, argentinisch-italienischer Fußballspieler

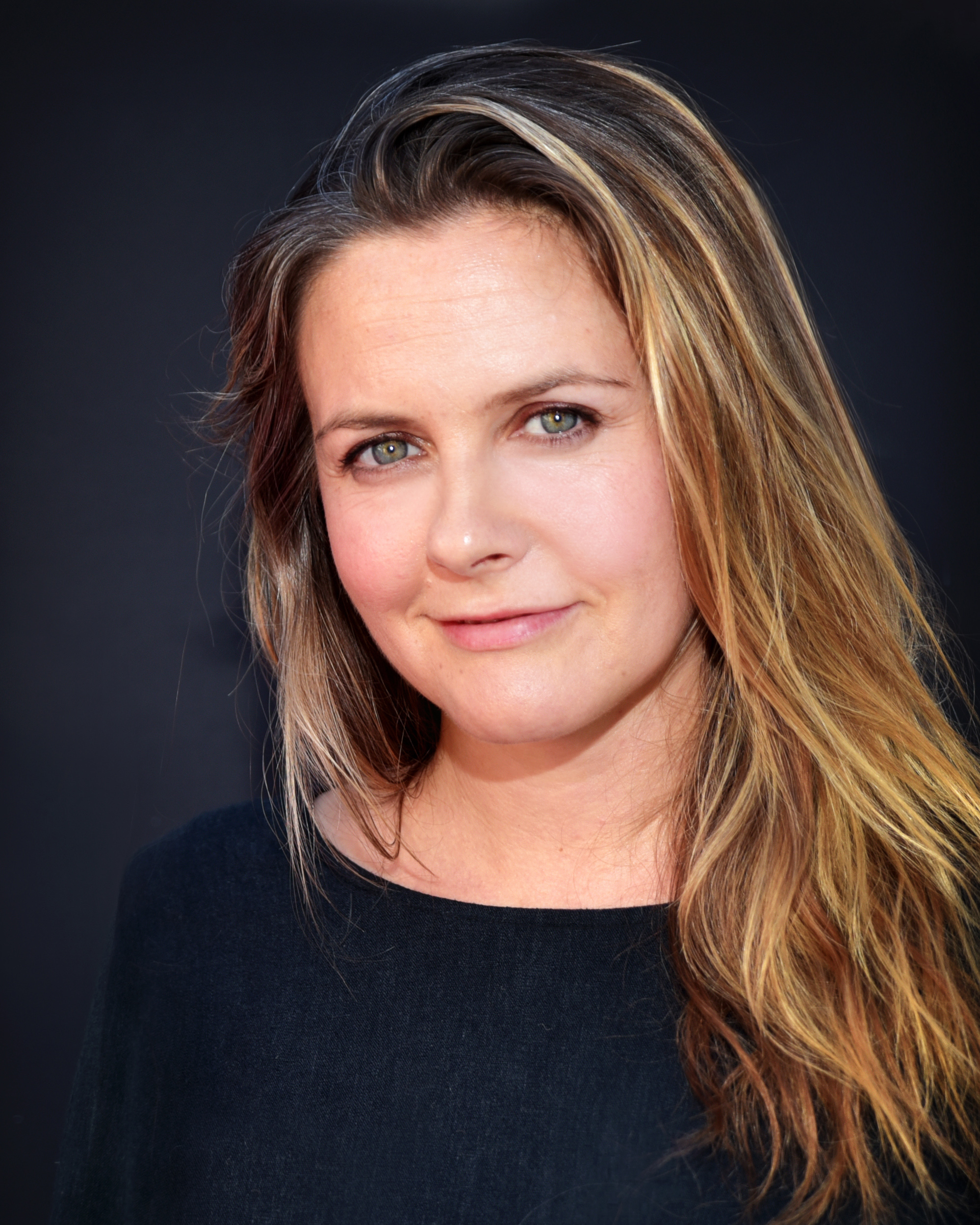
Alicia Silverstone (* 1976)

- 1976: Alicia Silverstone, US-amerikanische Schauspielerin
- 1976: Ueli Steck, Schweizer Extrembergsteiger
- 1977: Ana Johnsson, schwedische Sängerin
- 1977: Jürgen Saler, österreichischer Fußballspieler
- 1978: Alexander Herr, deutscher Skispringer
- 1979: Rachael Leigh Cook, US-amerikanische Schauspielerin
- 1979: Björn Phau, deutscher Tennisspieler
- 1980: Ahmed Madouni, französisch-algerischer Fußballspieler
- 1980: Giovanni Federico, italienischer Fußballspieler
- 1980: Tomáš Rosický, tschechischer Fußballspieler
- 1981: Yakubu Adamu, nigerianischer Fußballspieler
- 1981: Daniel Lissing, australischer Schauspieler
- 1981: Angelo Vaccaro, italienisch-deutscher Fußballspieler
- 1981: Birthe Wolter, deutsche Schauspielerin
- 1982: Cecilia Andersson, schwedische Eishockeyspielerin
- 1982: Barbara Benkstein, deutsche Bibliothekarin und Politikerin
- 1982: Martin Prokop, tschechischer Rallyefahrer
- 1983: Dan Clarke, britischer Rennfahrer
- 1983: Marios Nikolaou, zyprischer Fußballspieler
- 1984: Jelena Sergejewna Katina, russische Sängerin (t.A.T.u.)
- 1984: Álvaro Parente, portugiesischer Automobilrennfahrer
- 1985: Minna Meriluoto, finnische Fußballspielerin
- 1985: Daniel la Rosa, deutscher Automobilrennfahrer

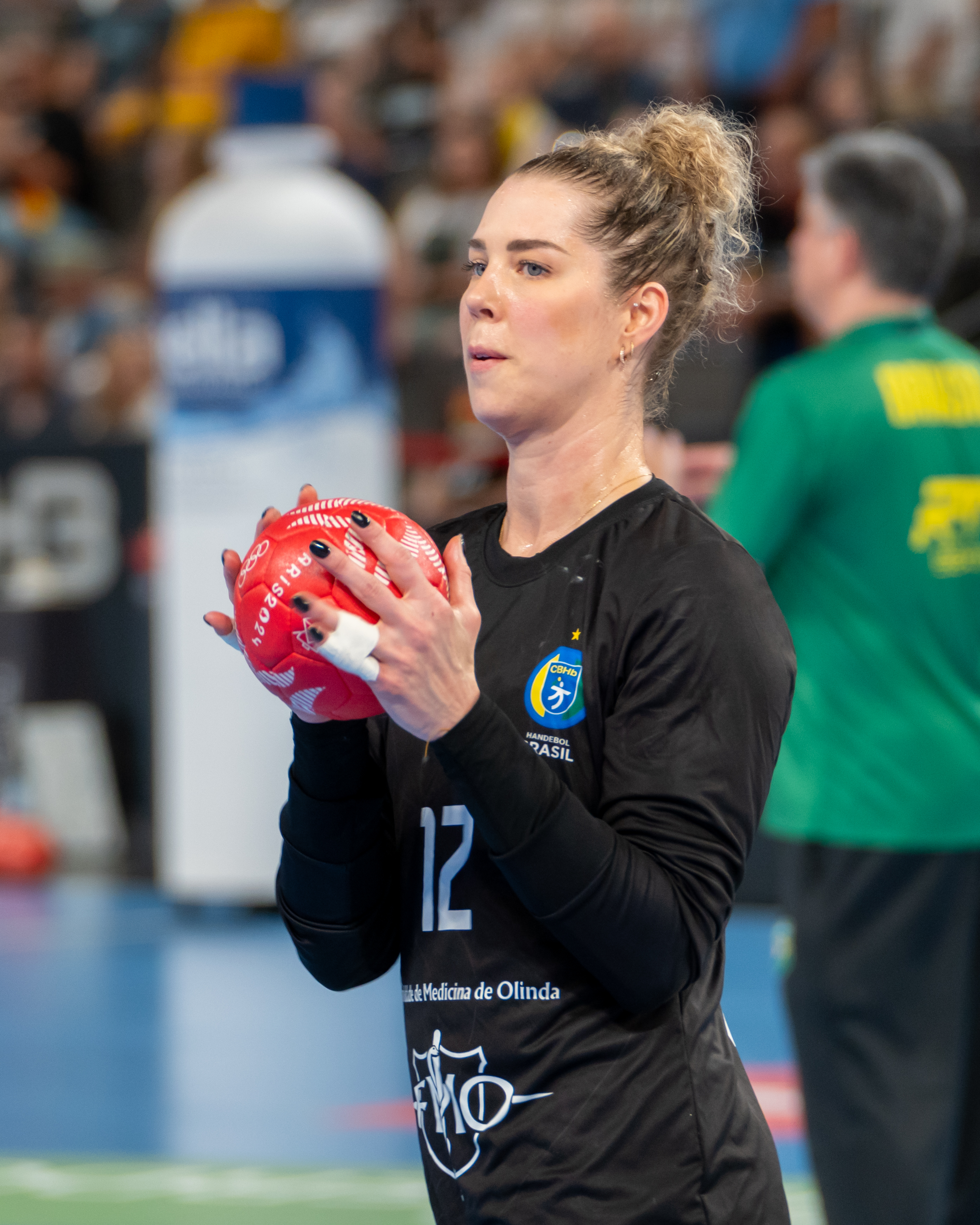
Bárbara Arenhart (* 1986)

- 1986: Bárbara Arenhart, brasilianische Handballspielerin
- 1986: Sara Forestier, französische Schauspielerin
- 1987: Juan Pablo Garcia, mexikanischer Rennfahrer
- 1987: Jan Hochscheidt, deutscher Fußballspieler
- 1987: Marina Weisband, deutsche Politikerin
- 1988: Yasemin Cetinkaya, deutsche Schauspielerin
- 1988: Derrick Rose, US-amerikanischer Basketballspieler
- 1988: Staša Špur, slowenische Fußballschiedsrichterassistentin
- 1989: Marc Barthel, deutscher Sänger, Schauspieler, Songwriter und Synchronsprecher

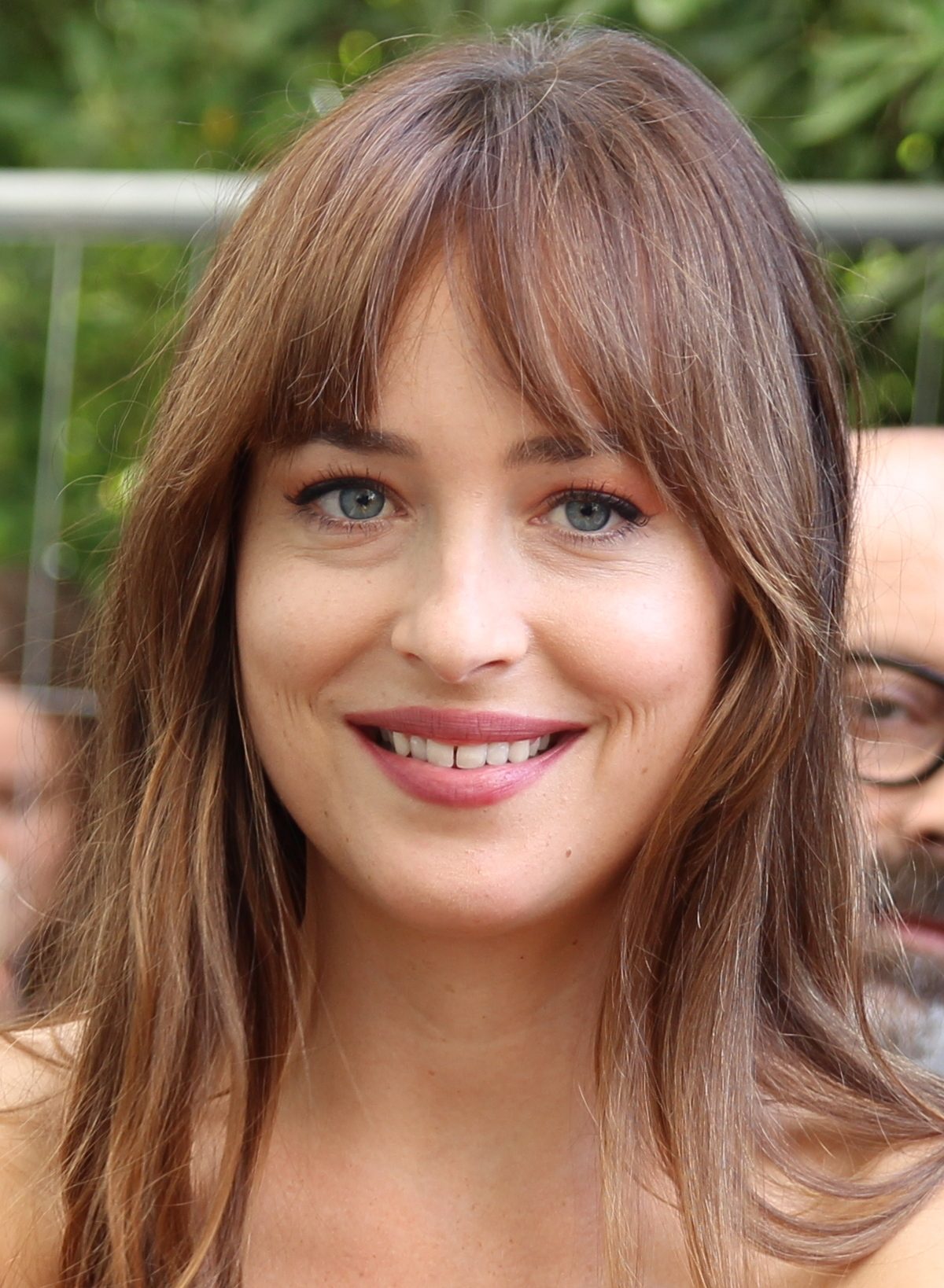
Dakota Johnson (* 1989)

- 1989: Dakota Johnson, US-amerikanische Film- und Fernseh-Schauspielerin, Model und Produzentin
- 1989: Lil’ Mama, US-amerikanische Rapperin
- 1989: Viktoria Rebensburg, deutsche Skirennläuferin
- 1990: Signy Aarna, estnische Fußballspielerin
- 1990: Georg Krenn, österreichischer Fußballspieler
- 1991: Sudaporn Seesondee, thailändische Boxerin
- 1993: Marvin Ajani, deutsch-nigerianischer Fußballspieler
- 1994: Aljona Sergejewna Makarowa, russisch-moldawische Biathletin
- 1994: Sabrina Maier, österreichische Skirennläuferin
- 1994: Cheyenne Pahde, deutsche Schauspielerin und Sängerin
- 1994: Valentina Pahde, deutsche Schauspielerin und Sängerin

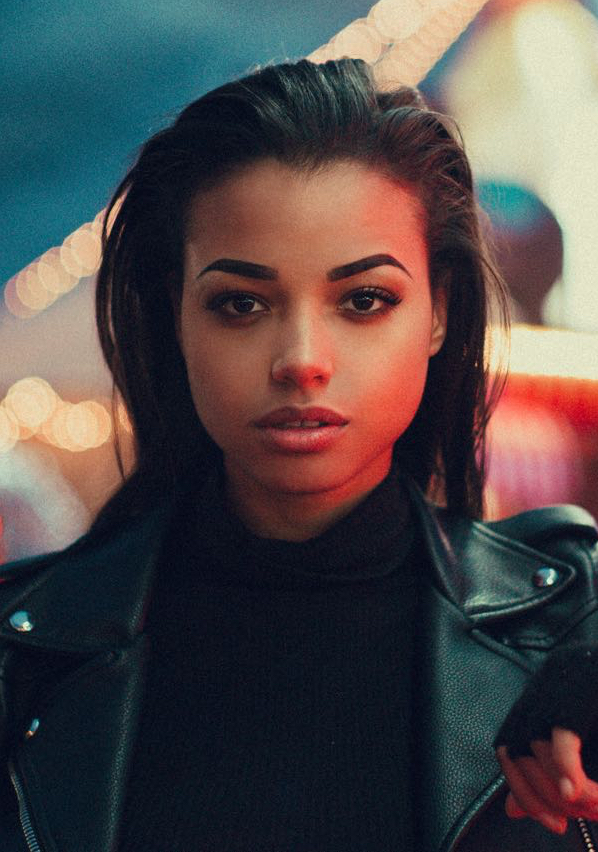
Ella Balinska (* 1996)

- 1996: Ella Balinska, britische Schauspielerin
- 1997: Via Jikeli, deutsche Schauspielerin
- 1997: Sebastian Vasiliadis, deutscher Fußballspieler
- 2000: Jaume Masiá, spanischer Motorradrennfahrer
- 2000: Ayumu Sasaki, japanischer Motorradrennfahrer

### 21. Jahrhundert
- 2002: Rea Kindlimann, Schweizer Skispringerin und Nordische Kombiniererin
- 2002: Lara Kipp, österreichische Rennrodlerin
- 2003: Samuel Iling-Junior, englischer Fußballspieler
- 2006: Claire Wegener, deutsche Schauspielerin und Hörspielsprecherin

## Gestorben

### Vor dem 16. Jahrhundert
- 0705: Abd al-Malik, Ummayyaden-Kalif
- 0816: Adalwin, Bischof von Regensburg
- 0863: Turpion, Graf von Angoulême
- 1052: Wladimir von Nowgorod, Fürst von Nowgorod und Regent von Kiew
- 1181: Hermann, Herzog von Kärnten
- 1189: Gérard de Ridefort, flandrischer Großmeister des Templerordens
- 1189: Andreas von Brienne, Herr von Ramerupt
- 1221: Wilhelm IV., Graf von Ponthieu
- 1250: Hermann VI., Markgraf von Verona und Baden, Herzog von Österreich
- 1280: Hartmann I., Graf von Grüningen
- 1280: Hartmann III., Graf von Grüningen (strittig)
- 1305: Dietrich VI./VIII., Graf von Kleve
- 1305: Kameyama, 90. Tennō von Japan
- 1311: Johannes VI. von Waldstein, Bischof von Olmütz
- 1353: Rudolf II., Pfalzgraf bei Rhein
- 1357: Angelo Acciaiuoli, italienischer Bischof
- 1369: Guillaume d’Aigrefeuille l’Ancien, französischer Kardinal
- 1369: Walter II. von Hochschlitz, Bischof von Augsburg
- 1378: Agnes von der Vierbecke, Person der Dortmunder Geschichte
- 1418: Werner von Falkenstein, Erzbischof von Trier
- 1480: Jakub z Sienna, polnischer Adliger, Bischof von Krakau, Bischof von Włocławek, Erzbischof von Gniezno sowie Primas Poloniae
- 1486: Johann von Pfalz-Mosbach, Dompropst zu Augsburg und Regensburg
- 1489: Johann Wessel, niederländisch-deutscher Platoniker und Humanist und vorreformatorischer Theologe
- 1497: Benozzo Gozzoli, italienischer Maler der Renaissance
- 1497: Johann von Aragón und Kastilien, Prinz von Asturien, einziger Sohn der Katholischen Könige

### 16. bis 18. Jahrhundert
- 1511: Pedro Luis de Borja Llançol de Romaní, Kardinal der katholischen Kirche
- 1540: Helius Eobanus Hessus, deutscher evangelischer Humanist und neulateinischer Dichter
- 1545: Johannes Varnbüler, Bürgermeister von Lindau
- 1556: Johannes Knipstro, deutscher lutherischer Theologe und Reformator
- 1559: Balthasar Käuffelin, deutscher Theologe und Rektor der Universität Tübingen
- 1559: Philipp III., Graf von Nassau-Weilburg
- 1565: Pietro Paolo Vergerio, italienischer lutherischer Theologe
- 1574: Sebastian Theodoricus, deutscher Mathematiker und Mediziner
- 1574: Johann Winter von Andernach, deutscher Humanist und Mediziner

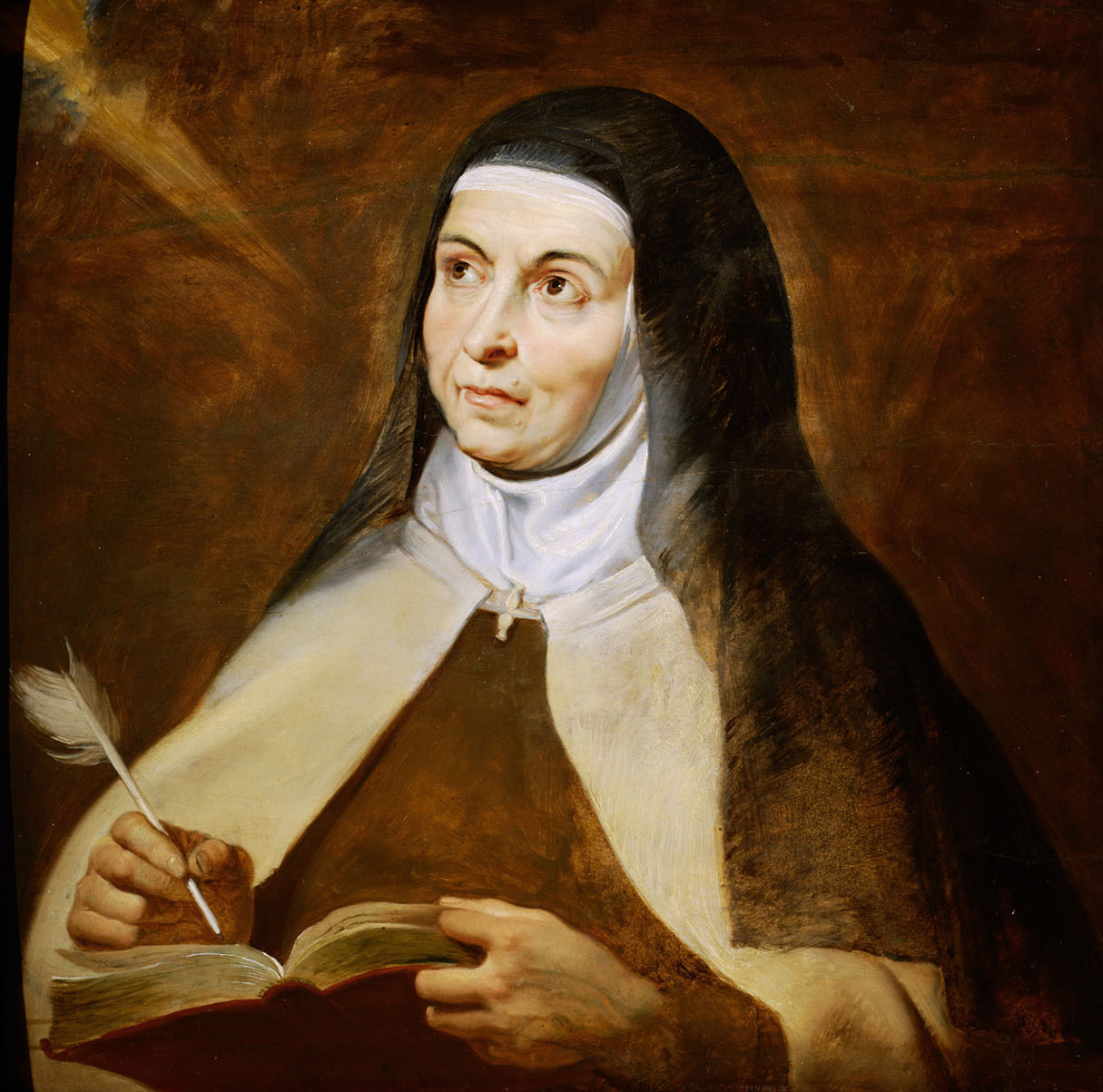
Teresa von Ávila († 1582)

- 1582: Teresa von Ávila, spanische Nonne (Karmelitin) und Mystikerin
- 1590: Federico Cornaro, Kardinal der römisch-katholischen Kirche und Bischof von Padua
- 1590: Jacques Cujas, französischer Jurist
- 1597: Sarsa Dengel, Kaiser von Äthiopien
- 1611: Charles II. de Lorraine, Herzog von Mayenne
- 1612: Cesare Aretusi, italienischer Maler
- 1629: Bernardo Castello, italienischer Maler, Freskant und Zeichner
- 1638: Franz Hyazinth, Herzog von Savoyen
- 1646: Thomas Howard, 21. Earl of Arundel, englischer Adeliger
- 1647: Arndt Bottermann, Opfer der Hexenverfolgung in Witten
- 1660: Francesco Albani, italienischer Maler
- 1661: Jacqueline Pascal, französische Schriftstellerin und Nonne, Schwester von Blaise Pascal

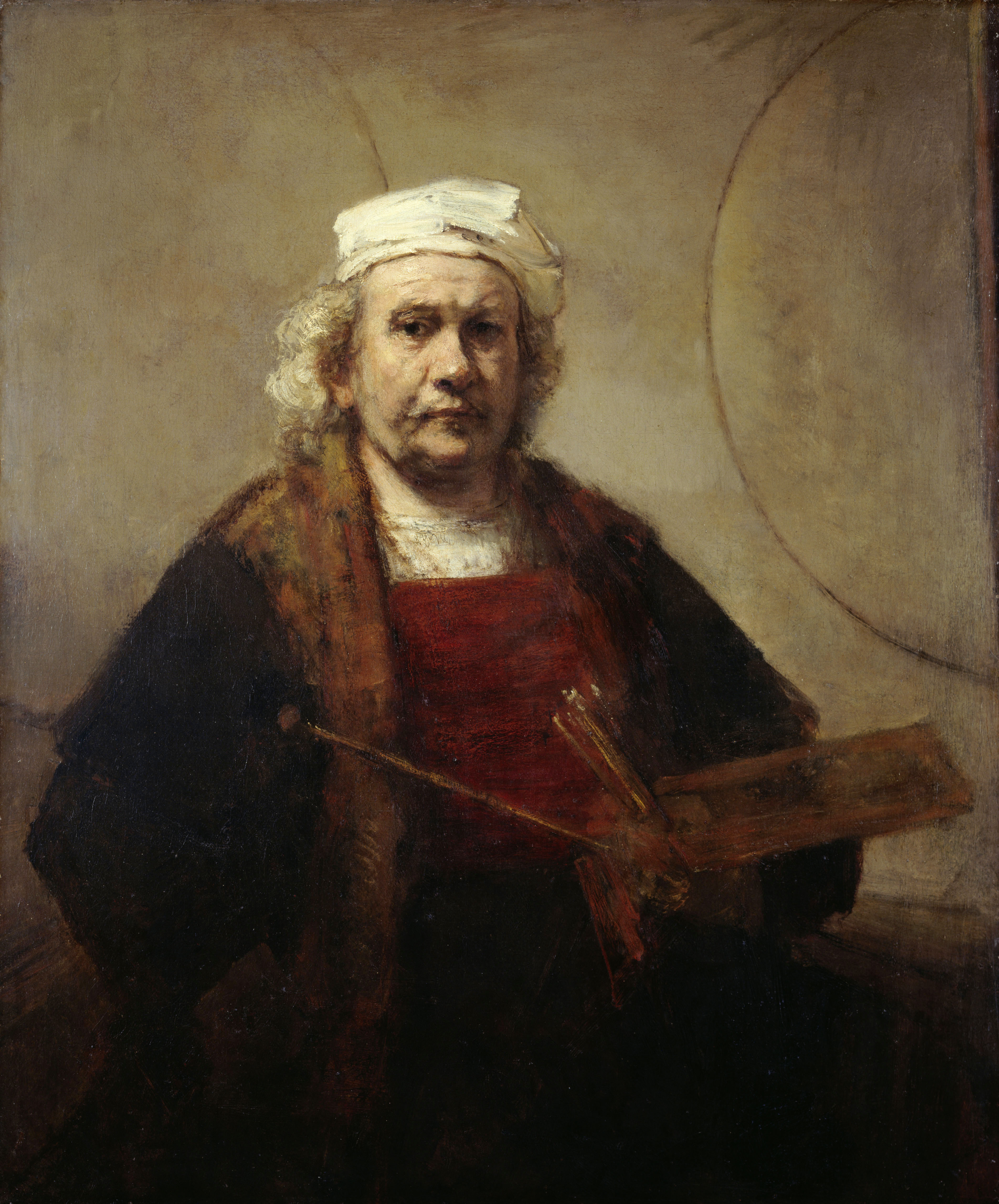
Rembrandt van Rijn († 1669)

- 1669: Rembrandt van Rijn, niederländischer Maler
- 1679: Urban Illmayr, Hofsteinmetzmeister in Wien
- 1686: Cord Jastram, Hamburger Reeder und Politiker
- 1686: Hieronymus Snitger, Hamburger Kaufmann und Politiker
- 1689: Quirinus Kuhlmann, deutscher Schriftsteller und Mystiker
- 1692: Charles Fleetwood, englischer Soldat und Politiker
- 1696: Artus de Roannez, Gouverneur des Poitou und Freund von Blaise Pascal
- 1698: Andrea Malinconico, italienischer Maler
- 1710: Iver Hvitfeldt, norwegisch-dänischer Admiral
- 1712: Philipp Reinhard, Graf von Hanau-Münzenberg
- 1713: Valentin Molitor, Schweizer Komponist und Organist
- 1714: Peter Strudel, österreichischer Bildhauer und Maler
- 1721: Abraham Alewijn, niederländischer Jurist, Dramatiker und Dichter

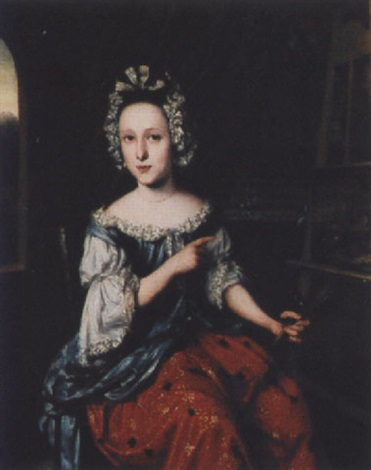
Cornelia de Rijck († 1726)

- 1726ː Cornelia de Rijck, niederländische Malerin
- 1738: Johann Conrad Wegmann, deutsch-schweizerischer Orgelbauer
- 1743: John Campbell, 2. Duke of Argyll, schottischer Adliger und Soldat, Oberbefehlshaber der Britischen Armee
- 1743: Henry Carey, englischer Dichter und Komponist
- 1747: Amaro Pargo, spanischen Pirat
- 1749: Franz von der Trenck, preußisch-österreichischer Offizier und Freischärler
- 1754: Tanaghrisson, Führer der irokesischen Seneca im oberen Ohio-Tal
- 1755: Samuel von Cocceji, preußischer Jurist
- 1793: Samuel Locke, deutscher Baumeister

### 19. Jahrhundert
- 1811: Rudolf von Hammerstein, hannoveranischer General
- 1817: Joachim Bernhard Nicolaus Hacker, deutscher Theologe, Poet und Schriftsteller
- 1818: Josef Abel, österreichischer Maler

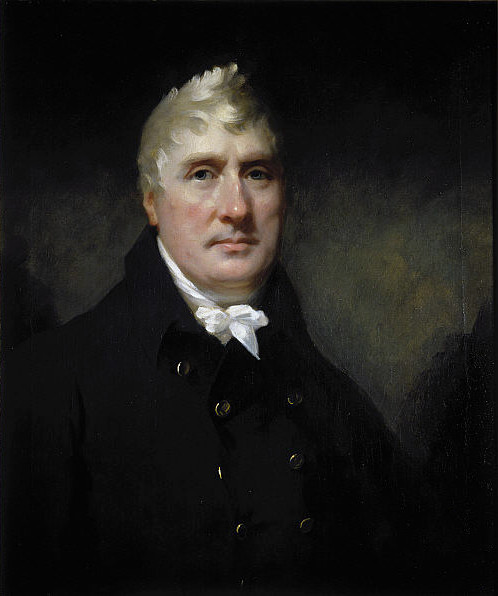
John Rennie († 1821)

- 1821: John Rennie, britischer Bauingenieur
- 1824: Johann Heinrich Michael Andresse, preußischer Jurist
- 1830: Ludwig Yorck von Wartenburg, preußischer Feldmarschall
- 1830: John Parker Boyd, US-amerikanischer Söldner und General
- 1835: Ernst Christian Wilhelm Ackermann, deutscher Schriftsteller
- 1835: Antoine Louis Decrest de Saint-Germain, französischer General
- 1836: Johann Lukas Legrand, Schweizer Seidenfabrikant und Politiker
- 1837: Jean-François Varlet, französischer Politiker
- 1844: Anton Joseph Stein, österreichischer Pädagoge und Philologe
- 1845: Clemens Wenzeslaus Coudray, deutscher Architekt und Oberbaudirektor
- 1848: Peter Friedrich Engstfeld, deutscher Organist und Kirchenlieddichter
- 1848: Ferdinand Heinrich Lachmann, deutscher Pädagoge
- 1848: Christian August Scheller, deutscher Jurist und preußischer Justizbeamter
- 1848. Franz Theodor Wangenheim, deutscher Schriftsteller
- 1850: Christian Gotthard Kettembeil, deutscher Kaufmann und Theaterleiter
- 1851: Manuel de Godoy, spanischer Politiker

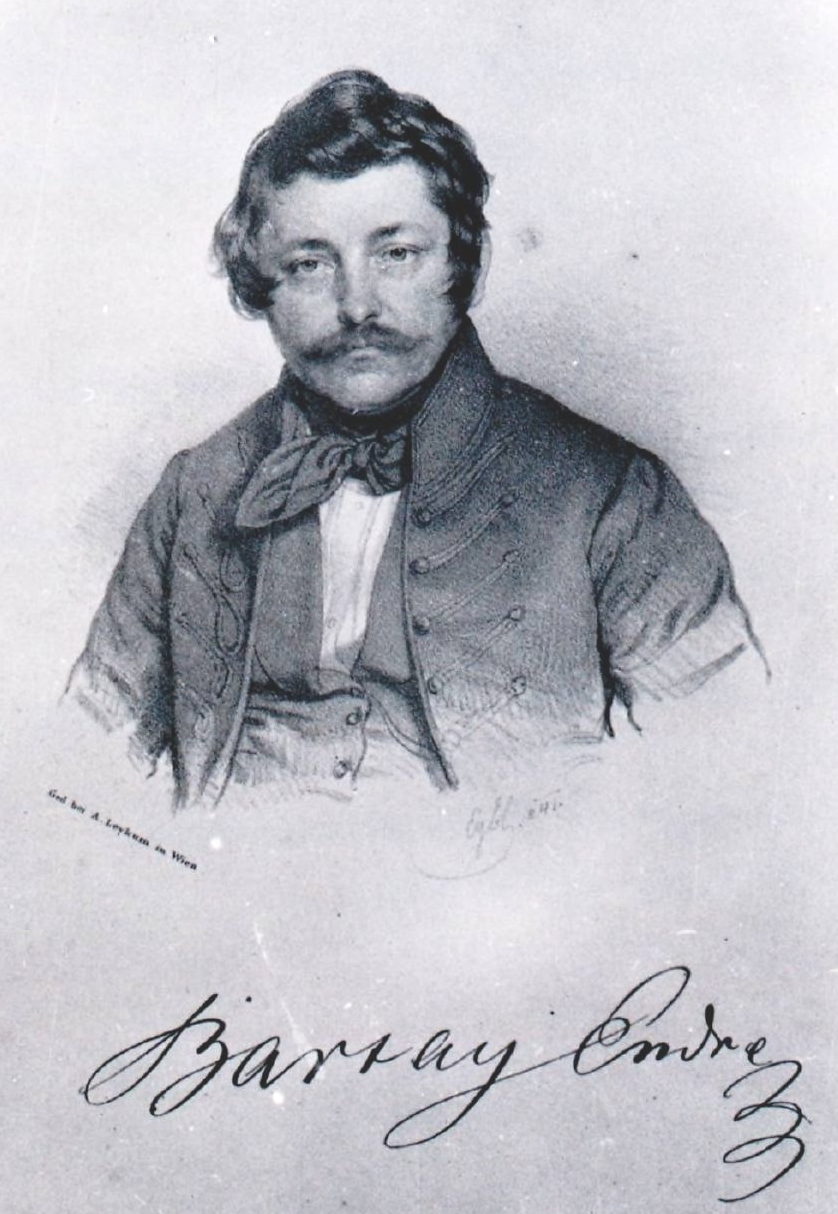
András Bartay († 1854)

- 1854: András Bartay, ungarischer Komponist
- 1856: Alfred V. du Pont, US-amerikanischer Industrieller
- 1856: Wilhelm Eilert Schmid, deutscher Orgelbauer
- 1859: Karl Baedeker, deutscher Verleger
- 1864: Theodor Fliedner, deutscher evangelischer Pfarrer, Gründer der Kaiserswerther Diakonie, Mitbegründer der Diakonissenbewegung
- 1871: Sarel Arnoldus Cilliers, burischer Prediger und Voortrekker-Anführer
- 1875: Léon Ehrhart, französischer Komponist
- 1890: Catherine Booth, britische Frauenrechtlerin, Frau von William Booth
- 1890: Hugo Henckel von Donnersmarck, deutsch-österreichischer Unternehmer
- 1892: Karl August Deinhard, deutscher Marineoffizier
- 1896: Heinrich Geyer, deutscher apostolischer Geistlicher, Prophet der Katholisch-Apostolischen Gemeinden (KAG)
- 1896: Alex Franken, deutscher Rechtswissenschaftler

### 20. Jahrhundert

#### 1901–1950
- 1901: Georg Sibbern, norwegischer Politiker und Diplomat
- 1902: Peter Soemer, deutscher Theologe und Dichter
- 1903: Hermann Cremer, deutscher protestantischer Theologe
- 1903: Otto Weininger, österreichischer Philosoph und Autor
- 1904: Frédéric-Auguste Bartholdi, französischer Bildhauer

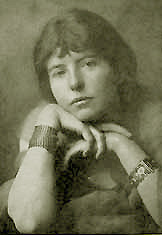
Adela Florence Nicolson († 1904)

- 1904: Adela Florence Nicolson, britische Dichterin
- 1904: Karl Tanera, deutscher Offizier und Schriftsteller
- 1907: Alfredo Keil, portugiesischer Komponist und Maler
- 1911: Joseph Bell, britischer Chirurg, Kinder- und Militärarzt, Pionier der Forensik
- 1912: Augustin Mouchot, französischer Gymnasiallehrer, Pionier der Solarthermie
- 1916: Katharina von Escherich, österreichische Komponistin
- 1927: Paul Leonhardt, deutscher Kaufmann und Kommunalpolitiker
- 1927: Eduard Riggenbach, Schweizer evangelischer Theologe und Hochschullehrer
- 1928: Hermann Bamberg, deutscher Kaufmann und Politiker
- 1928: Georg Emil Müller, deutscher Orgelbauer und Harmonium-Hersteller

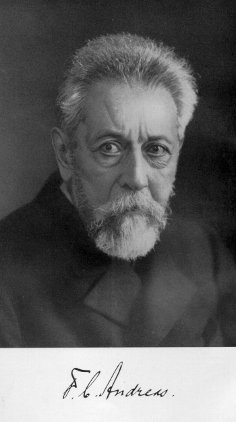
Friedrich Carl Andreas († 1930)

- 1930: Friedrich Carl Andreas, deutscher Iranist und Orientalist
- 1931: Artur Oppman, polnischer Schriftsteller
- 1935: Georg Gröne, deutscher Bildhauer
- 1935: Marie Gutheil-Schoder, deutsche Opernsängerin (Sopran)
- 1941: Albert Roberval, kanadischer Sänger, Dirigent, Theaterleiter und Musikpädagoge
- 1942ː Clara Caroline Schachne, deutsche Schriftstellerin und Journalistin, Opfer der Shoa
- 1944: Karl Weinmair, deutscher Maler
- 1945: Geraldine Moodie, kanadische Fotografin
- 1946: Gifford Pinchot, US-amerikanischer Forstwissenschaftler, Politiker und Umweltschützer
- 1946: Barney Oldfield, US-amerikanischer Automobilrennfahrer
- 1947: Max Planck, deutscher theoretischer Physiker, Begründer der Quantenphysik, Nobelpreisträger
- 1949: Edmund Eysler, österreichischer Komponist
- 1950: Hanns Schulz-Dornburg, deutscher Theaterintendant

#### 1951–2000
- 1954: Francesco Borgongini Duca, italienischer Geistlicher, vatikanischer Diplomat und Kardinal
- 1955: Alexandros Papagos, griechischer Politiker und Regierungschef
- 1956: Rudolf Hägni, Schweizer Lehrer, Liedtexter und Schriftsteller
- 1956: Tommy Thistlethwayte, britischer Automobilrennfahrer
- 1957: José Leandro Andrade, uruguayischer Fußballer, Weltmeister, Olympiasieger
- 1958: Men Rauch, Schweizer Ingenieur, Politiker und Dichter
- 1958: Ida Wüst, deutsche Schauspielerin
- 1961: Charles Belben, französischer Automobilrennfahrer
- 1966: Susy Leiva, argentinische Tangosängerin
- 1968: August Dresbach, deutscher Politiker, MdL, MdB
- 1969: Guilherme Rebelo de Andrade, portugiesischer Architekt
- 1969: Alfred Rotsch, deutscher Chemiker und Getreideforscher
- 1970: Janis Joplin, US-amerikanische Sängerin Janis Joplin († 1970)

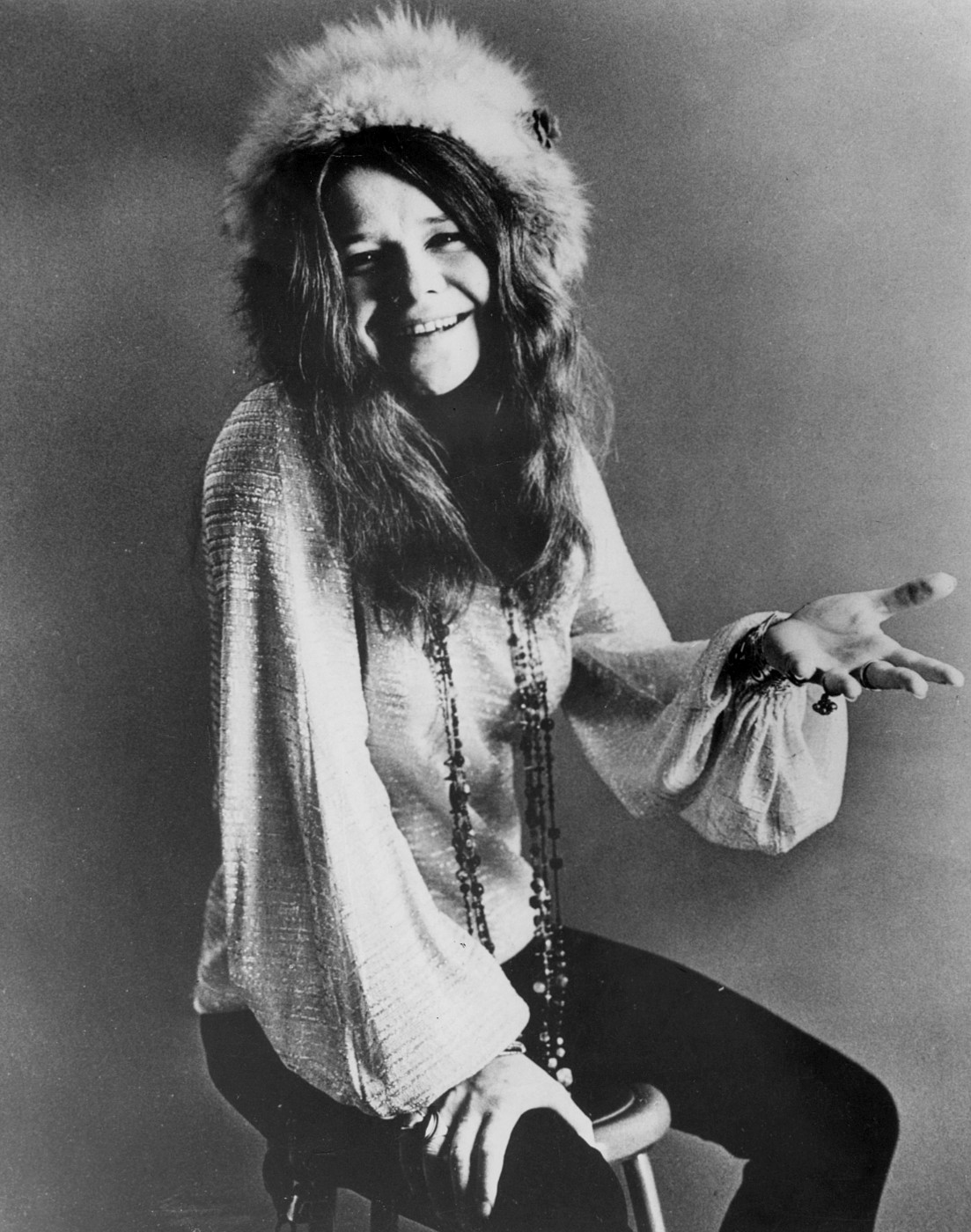
Janis Joplin († 1970)

- 1971: Homer Ruh, US-amerikanischer American-Football-Spieler
- 1973ː Anna Hyatt Huntington, US-amerikanische Bildhauerin
- 1974: Leo Nebelsiek, deutscher Prähistoriker und Heimatforscher
- 1974: Anne Sexton, US-amerikanische Dichterin
- 1975: Salvador Sturla, dominikanischer Komponist und Musiker
- 1976: Elsa Muschg, Schweizer Lehrerin und Kinderbuchautorin
- 1977: Peter Blachstein, deutscher Politiker und Botschafter, MdB
- 1980: Eugène Aisberg, russisch-französischer Wissenschaftsjournalist
- 1981: Franz Amrehn, deutscher Politiker, MdL, MdB
- 1982: Michael Aures, deutscher Musikpädagoge
- 1982: Glenn Gould, kanadischer Pianist, Komponist, Organist und Musikautor
- 1982: Leroy Grumman, US-amerikanischer Konstrukteur und Flugzeugbauer
- 1984: Gerda Weneskoski, finnische Pianistin und Musikpädagogin
- 1986: Raymond E. Baldwin, US-amerikanischer Richter und Politiker, Gouverneur von Connecticut, Senator
- 1986: Pieter Muntendam, niederländischer Mediziner und Politiker
- 1989: Graham Chapman, britischer Schauspieler und Schriftsteller
- 1989: Félix Quinault, französischer Automobilrennfahrer
- 1991: Elena Gaputytė, litauische Malerin und Bildhauerin
- 1991: Heinrich Hellwege, deutscher Politiker, MdL, MdB, Bundesminister, Ministerpräsident von Niedersachsen, Landesminister Heinrich Hellwege († 1991)

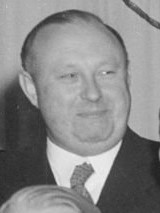
Heinrich Hellwege († 1991)

- 1992: Denis Hulme, neuseeländischer Rennfahrer
- 1995: Else Brems, dänische Sängerin und Musikpädagogin
- 1996: Humphrey Atkins, britischer Politiker
- 1996: Silvio Piola, italienischer Fußballspieler
- 1997: Henry Holt, US-amerikanischer Dirigent, Operndirektor und Musikpädagoge
- 1997: Max Riccabona, österreichischer Schriftsteller
- 1997: Gunpei Yokoi, japanischer Videospieleentwickler, Erfinder des Game Boys
- 1998: Jean-Pascal Delamuraz, Schweizer Politiker
- 1998: Tony Shelly, neuseeländischer Automobilrennfahrer
- 1999: Bernard Buffet, französischer Grafiker und Maler
- 1999: Art Farmer, US-amerikanischer Jazz-Trompeter
- 1999: Emil Schumacher, deutscher Maler, Vertreter des Informel
- 2000: Egano Righi-Lambertini, italienischer Geistlicher, vatikanischer Diplomat, Kurienkardinal

### 21. Jahrhundert
- 2001: Les Anderson, US-amerikanischer Country-Musiker
- 2002: Hans Holmér, schwedischer Polizeibeamter und Schriftsteller
- 2004: Helmut Bantz, deutscher Turner
- 2004: Gordon Cooper, US-amerikanischer Astronaut
- 2004: Michael Grant, britischer Altphilologe
- 2004: Willy Guhl, Schweizer Designer
- 2005: Claudia Christina, deutsche Moderatorin und Sängerin
- 2005: Stanley K. Hathaway, US-amerikanischer Politiker, Gouverneur von Wyoming, Innenminister der USA
- 2005: Arthur Henkel, deutscher Germanist, Literaturhistoriker und Goethe-Forscher
- 2005: Florian Leis-Bendorff, deutscher Musiker
- 2005: Josef Siedler, deutscher Politiker, MdL
- 2005: Adrian Yates-Smith, britischer Automobilrennfahrer
- 2006: Oskar Pastior, rumänisch-deutscher Lyriker und Übersetzer
- 2006: Martel Wiegand, deutsche Hochschullehrerin, Illustratorin und Objektkünstlerin
- 2007: Leili Andre, estnische Dichterin und Schriftstellerin
- 2008: Paul Fredrik Karl Åström, schwedischer Archäologe
- 2009: Shōichi Nakagawa, japanischer Politiker
- 2009: Ernő Kolczonay, ungarischer Fechter

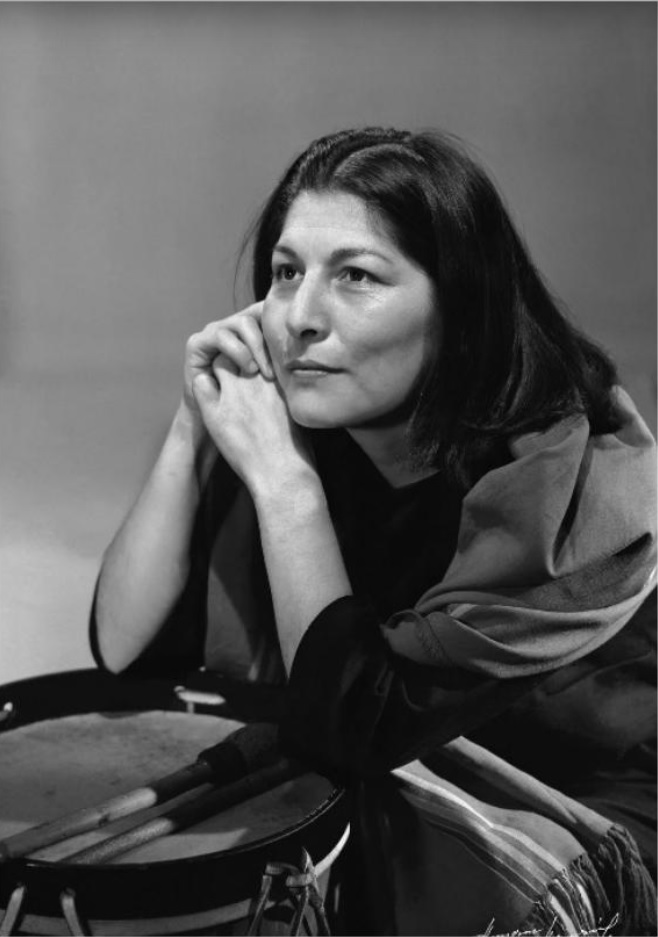
Mercedes Sosa († 2009)

- 2009: Mercedes Sosa, argentinische Folklore-Sängerin
- 2012: Hermann Neugebauer, österreichischer Großhändler und Politiker, Landtagsabgeordneter der Steiermark
- 2012: Erhard Wunderlich, deutscher Handballspieler
- 2013: Akira Miyoshi, japanischer Komponist
- 2013: Võ Nguyên Giáp, vietnamesischer General
- 2014: Jean-Claude Duvalier, haitianischer Politiker, Staatspräsident
- 2014: Heinrich Jaenecke, deutscher Journalist, Publizist und Historiker
- 2015: Günter Eilemann, deutscher Musiker und Sänger
- 2015: Job de Ruiter, niederländischer Jurist und Politiker
- 2016: Onno Groß, deutscher Meeresbiologe
- 2016: Brigitte Hamann, deutsch-österreichische Historikerin
- 2017: Mahamudo Amurane, mosambikanischer Politiker
- 2017: Liam Cosgrave, irischer Politiker, Ministerpräsident
- 2018: Wolfgang Dyroff, deutscher Fotograf und Industriedesigner
- 2018: Karl Mildenberger, deutscher Boxer

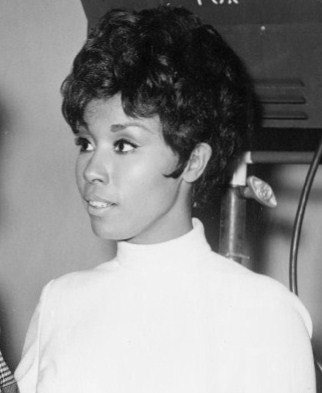
Diahann Carroll († 2019)

- 2019: Diahann Carroll, US-amerikanische Schauspielerin
- 2019: Enno Röder, deutscher Skilangläufer
- 2020: Günter de Bruyn, deutscher Schriftsteller
- 2020: Kenzō Takada, japanischer Modedesigner
- 2021: Zbigniew Pacelt, polnischer Schwimmer und Politiker
- 2021: Walerij Pidluschnyj, sowjetischer Leichtathlet
- 2022: Günter Lamprecht, deutscher Schauspieler
- 2022: Loretta Lynn, US-amerikanische Country-Sängerin
- 2022: Jürgen Sundermann, deutscher Fußballspieler und -trainer
- 2023: Hans-Rudolf Dürrenmatt, Schweizer Musikwissenschaftler
- 2023: Claus Wisser, deutscher Unternehmer und Kunstmäzen
- 2024: Willi Giesemann, deutscher Fußballspieler
- 2024: Lea Pericoli, italienische Tennisspielerin

## Feier- und Gedenktage
- Kirchliche Gedenktage
  - Hl. Franz von Assisi, italienischer Mystiker und Ordensgründer (anglikanisch, evangelisch, katholisch)
    - Orunmila, Heiliger aus der Welt der Orishas (Yoruba, Santería)

  - Rembrandt van Rijn, niederländischer Maler (evangelisch)
  - Hl. Damaris, griechische biblische Gestalt (katholisch)

- Namenstage
  - Edwin

- Staatliche Feier- und Gedenktage
  - Lesotho: Unabhängigkeit von Großbritannien (1966)

- Gedenktage internationaler Organisationen
  - Welttierschutztag

Weitere Einträge enthält die Liste von Gedenk- und Aktionstagen.